# Clip
 (juillet 2025).
Si vous disposez d'ouvrages ou d'articles de référence ou si vous connaissez des sites web de qualité traitant du thème abordé ici, merci de compléter l'article en donnant les références utiles à sa vérifiabilité et en les liant à la section « Notes et références ».
 (juillet 2025).
- Si vous ne connaissez pas le sujet, laissez ce bandeau (vous pouvez alors contacter les auteurs).
- Si vous supprimez le contenu mis en cause (vous pouvez préalablement contacter les auteurs),

argumentez précisément cette suppression dans la page de discussion
(un manque de référence n'est pas un argument ; une recherche réelle de référence doit avoir été effectuée, être formellement documentée).
Pour les articles homonymes, voir Clip (homonymie).
Un clip vidéo, vidéoclip, clip musical, vidéomusique ou plus simplement clip est une œuvre audiovisuelle réalisée à partir d'une chanson ou d'une musique.
Très tôt dans l’histoire du cinéma, des inventeurs mettent au point des solutions permettant de coupler le son et l’image. Ainsi il est possible de concevoir des films dans lesquels les spectateurs entendent le son et sont invités à chanter en même temps que la chanson jouée. 
Plus tard, la télévision musicale prend son envol et diffuse des clips, dont l’importance pour le succès commercial d’un titre ne cesse de croître. Avec le clip précurseur "Thriller" de Michael Jackson, l’image n’est plus reléguée au second plan mais les deux médias se servent mutuellement. 
Puis Internet prend le relais et devient le principal canal de distribution des clips avec des plateformes comme YouTube, Dailymotion, Facebook ou Vevo. Certains clips deviennent culte, d’autres remportent des prix ou se distinguent en accumulant un nombre record de vues.
De nombreux clips ont été censurés pour un contenu jugé offensant au regard des lois ou des principes moraux en vigueur, lesquels principes changent au fil du temps.
On observe des différences dans l’histoire du clip et son évolution selon les pays comme la Belgique, la France, l’Italie ou le Royaume-Uni. 

## Contexte historique
Dans les années 1960 et 1970, des films destinés à des « jukebox cinéma[Quoi ?] » installés dans des lieux publics[Lesquels ?], notamment sous la formule du Scopitone, projettent sur un écran dépoli une chanson ou une musique[pas clair], illustrée d'images animées. Pour une pièce de monnaie, le client est invité à sélectionner parmi une vingtaine de titres le petit film qu'il souhaite visionner et entendre. C'est une idée des labels, distributeurs et maisons de disques pour promouvoir leurs 45 tours ou albums 33 tours.
Sur le même principe, en utilisant la technologie des enregistrements vidéos, la fin des années 1970 voit se généraliser, surtout pour la télédiffusion, ce type d'outils promotionnels. L'avantage est double : il procure aux éditeurs et aux distributeurs un moyen d'accroître leurs ventes et il permet aux chaînes de télévision de meubler avantageusement et à faible coût leur grille de programmes.
À partir des années 1980, avec la multiplication des chaînes de télévision, le clip est considéré par les producteurs et les artistes comme faisant partie de leur métier et ils investissent plus de temps et de moyens financiers et matériels pour les fabriquer.
La première projection mondiale en 1983 du clip Thriller de Michael Jackson, réalisé par John Landis, marque un tournant dans l'histoire de ce média, malgré son format intégral[Quoi ?]. À la suite de sa diffusion, les ventes de l'album s’accroissent, atteignant un record dans l'industrie phonographique. Le clip est également distribué sous forme de vidéocassette dont les ventes cartonnent.
Des émissions spéciales, sur les chaînes nationales, puis des chaînes thématiques musicales comme MTV, TV6 ou MCM voient le jour et consacrent un temps important aux clips.
Des clips deviennent cultes et marquent leur époque, par exemple Take on Me du groupe A-ha (1984), Libertine (1986) ou Pourvu qu'elles soient douces (1988) de Mylène Farmer, Black or White de Michael Jackson (1991), Around The World du groupe Daft Punk (1997), ...Baby One More Time de Britney Spears (1998), I Want You Back de Melanie B featuring Missy Elliott (1998), No Scrubs de TLC (1999), One More Time du groupe Daft Punk (2000), Can't Get You Out of My Head de Kylie Minogue (2001), Headlines (Friendship Never Ends) des Spice Girls  (2007) et If I Don't Have You de Tamar Braxton  (2015).[réf. nécessaire] Des récompenses sont spécialement créées comme les MTV Video Music Awards,, ou, ultérieurement, les NRJ Music Awards.
Grâce aux plateformes de vidéos en ligne telles que YouTube, le clip devient un format audiovisuel de masse qui comptabilise parfois plusieurs centaines de millions de visionnage, voire plus d'un milliard. Ainsi, les vidéoclips Despacito (2017) de Luis Fonsi et Daddy Yankee, Shape of You (2017) d'Ed Sheeran ou encore See You Again (2015) de Wiz Khalifa et Charlie Puth font partie des vidéos les plus visionnées sur YouTube, dénombrant plusieurs milliards de vues comptabilisées pour chacun d'eux.[réf. nécessaire]
Certains clips créent des polémiques, par leur contenu provocateur, parfois censuré par les chaînes de télévision musicales, comme Call on Me (2004) d'Eric Prydz, These Boots Are Made for Walkin' (2005) de Jessica Simpson, Alejandro (2010) de Lady Gaga, S&M (2011) de Rihanna, Wrecking Ball (2013) de Miley Cyrus ou encore Anaconda (2014) de Nicki Minaj.[réf. nécessaire]

## Origine du motclip
Clip est un faux anglicisme emprunté de l’anglais to clip signifiant « attacher ». Le mot anglais clip est mieux traduit par pince.

## Histoire et évolution du clip
Les éléments historiques ci-après ne traitent pas uniquement du clip musical mais abordent d'autres types de contenus.[évasif]

### Avant 1926: la «préhistoire» du clip

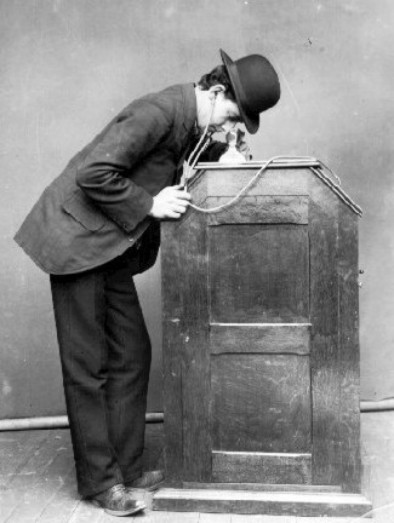
Utilisateur du Kinétophone muni d’écouteurs acoustiques (identiques au stéthoscope inventé depuis le milieu du XIXe siècle) qui propagent le son du phonographe à cylindre situé avec l’image à l’intérieur du coffre (1895).

Chercher à coupler les images animées et le son est un souci qui apparaît dès les premiers films. En 1891, l’inventeur et industriel américain Thomas Edison, avec l’aide primordiale de son assistant William Kennedy Laurie Dickson, conçoit une caméra argentique, la caméra Kinétographe (Kinétographe : en grec, écriture du mouvement), comme l’affirme Laurent Mannoni, conservateur des appareils de la Cinémathèque française : « La caméra de l’Américain Thomas Edison, brevetée le 24 août 1891, emploie du film perforé 35 mm et un système d’avance intermittente de la pellicule par « roue à rochet » et enregistre les premiers films du cinéma [...] Les bandes tournées par Dickson sont à proprement parler les premiers films, ». Les films sont ensuite présentés au public sur une machine à visionnement individuel, le Kinétoscope. Edison lance une exploitation fructueuse de cet appareil en ouvrant des Kinetoscope Parlors dans quelques villes, ou en autorisant l’exploitation sous licence dans d’autres villes du territoire américain et à l’étranger. « Cent quarante-huit films sont tournés entre 1890 et septembre 1895 par Dickson et William Heise à l'intérieur d'un studio construit à West Orange, le Black Maria, une structure montée sur rail, orientable selon le soleil. »
Devant ce succès, Edison se refuse à mettre au point un appareil pour projeter les films sur grand écran, malgré les conseils de Dickson pour qui un tel procédé ne se heurterait à aucun problème de conception mécanique. Dickson va d’ailleurs mettre ses talents à la disposition d’un concurrent d’Edison pour concevoir un appareil de projection, avant même que les frères Lumière ne démontrent l’attractivité supérieure de la projection des images photographiques animées devant un public assemblé. Ce refus d’Edison trouve sa justification dans la démarche même de l’inventeur : il a déjà inventé et commercialisé le phonographe qui fonctionne encore avec des cylindres gravés. Le rêve d’Edison, qui l’a poussé à étudier l’enregistrement et la reproduction du mouvement, c’est de coupler les images avec le son. « On pourrait ainsi assister à un concert du Metropolitan Opera cinquante ans plus tard, alors que tous les interprètes auraient disparu depuis longtemps. » Dès les années 1887-1888, il a pensé avoir résolu le problème en assemblant sur le même axe de rotation (donc en parfait synchronisme) un graveur de cylindre et à côté, un cylindre (appelé tambour photographique) de verre enduit de collodion humide, un produit photosensible. Le négatif image obtenu sur verre est ensuite tiré sur une feuille de papier, et ce positif est découpé pour former un ruban comportant les différentes phases du mouvement. Une difficulté apparaît : si le son se contente de peu de place pour être gravé, les images, elles, nécessitent d’être nombreuses (au moins 12 par seconde, ainsi que l’avait démontré le Belge Joseph Plateau en 1832) et le cylindre image doit être de grandes dimensions. Mais le problème devient insoluble quand Edison veut visionner le ruban obtenu : d’abord, il n’est pas transparent, et d’autre part, ses images ne sont pas égales et ne se prêtent pas au visionnement. Des chercheurs, comme les Français Étienne-Jules Marey et Louis Aimé Augustin Le Prince vont se heurter également au même problème du visionnage (pour leur part, cependant, ils ne cherchent pas à coupler le son et l’image). Une invention fondamentale est faite en 1887 par l’Américain John Carbutt : un film souple, transparent et résistant en nitrocellulose que l’industriel George Eastman met sur le marché un an plus tard pour l’usage des photographes, sous la forme de rouleaux de 70 mm de large, avec ou sans substance photosensible, et sans perforations. En le perforant sur les côtés et en le découpant en deux sur sa largeur, « Edison fit accomplir au cinéma une étape décisive, en créant le film moderne de 35 mm, à quatre paires de perforations par image. »
En 1895, le kinétophone (ou phonokinétoscope, ou, ainsi que le désigne Dickson, le kinéto-phonographe) est la première tentative de visualisation individuelle d’un film sur un kinétoscope, associée à l’audition d’un cylindre de cire gravé, lu par un phonographe solidaire. Le pilote de ce procédé audio-visuel est conservé sous le titre Dickson Experimental Sound Film et date de 1895. On y voit Dickson en personne qui « interprète au violon une ritournelle du compositeur français Jean-Robert Planquette, il n’est pas très bon violoniste et ça grince un peu. Dickson joue devant une sorte de grand entonnoir (pavillon) destiné à récolter le son. » C’est la plus ancienne forme de film musical, et l’on peut le citer comme étant l’ancêtre de tous les clips. Moins d’une cinquantaine de films ont été tournés pour le projet global car, en mars 1895, lorsque la société Edison Studios met cet appareil sur le marché, les films joints sont des films muets figurant déjà dans le catalogue Edison, et les exploitants doivent se contenter de choisir parmi une gamme de cylindres celui qui leur convient pour offrit un semblant de rythme avec l'image. Par exemple, trois cylindres différents sont proposés pour accompagner la danseuse américaine hispanisante Carmencita : Valse Santiago, La Paloma et Alma-Danza Spagnola.
En 1914, un incendie a éclaté dans le complexe Edison de West Orange et a détruit tous les films et les enregistrements sonores, mettant un point final aux essais d’Edison pour marier le son et l’image.
Durant la période du cinéma muet (1891-1927), les essais de couplage images et sons ont été nombreux, mais les plus remarquables ont été ceux que le Français Léon Gaumont produisit à partir de 1902 jusqu’en 1917, dont 140 titres ont été conservés (sur une production de plus de 700)). Le procédé utilisé différait de celui mis au point chez Edison. L’enregistrement du son utilisait un disque de cire au lieu d’un cylindre, et était effectué indépendamment du film. Ensuite, sur le plateau de tournage, on actionnait la caméra et on lançait la lecture du disque par un gramophone de la société Gaumont, un elgéphone (LG=Léon Gaumont). Le chanteur mimait alors sa propre chanson, inaugurant ainsi la technique du playback. Ce procédé astucieux permet encore aujourd’hui de se baser sur un enregistrement sonore de bonne qualité et favorise le jeu du corps et du visage du chanteur filmé. Comme la durée du spectacle exploité était courte (3 minutes au maximum), le départ simultané de l’appareil de projection et de l’elgéphone permettait de conserver jusqu’à sa fin le synchronisme du son avec l’image. Les films étaient commercialisés sous l’appellation de phonoscènes (mot féminin). C’est grâce à Gaumont et à Alice Guy, première réalisatrice du cinéma, que l’on peut voir de véritables clips des chanteurs célèbres de l’époque, tels Polin, Félix Mayol, Dranem, Adolphe Bérard, Lina Lande, etc. De nombreux airs célèbres d’opéra ont aussi été enregistrés, également des chants folkloriques, tous ces éléments font des phonoscènes Gaumont une source de documentation audiovisuelle inestimable.

### 1926-1959: les expérimentations successives
Certains historiens citent des expérimentations qui peuvent être rattachées à ce qui deviendra le clip. Ainsi, Peter Fraser cite les expérimentations d’Oskar Fischinger, dès les années 1920. Martin Barnier évoque Georges Lordier qui, durant la Première Guerre mondiale, présentait des films illustrant La Marseillaise et Quand Madelon... en invitant les spectateurs (les poilus, c’est-à-dire les soldats) à reprendre en chœur les couplets.
En 1926 est présenté par les frères Warner le premier long métrage sonore : Don Juan, d’Alan Crosland, agrémenté de musique et de bruitage. Le procédé employé, le Vitaphone, développé par la Western Electric, est basé sur la synchronisation parfaite d’un disque avec le projecteur, les deux machines (phonographe et appareil de projection) étant entraînées par des moteurs électriques asynchrones tournant à la même vitesse. La même année, le cartooniste Max Fleischer lance les Screen Songs, de petits dessins animés invitant les spectateurs à chanter sur des airs populaires, procédé semblable à une machine à karaoké. Un an plus tard, en octobre 1927, Le Chanteur de jazz d’Alan Crosland, est le premier film chanté et parlé. Ce film reste muet pour l’essentiel, mais il est considéré comme le point de référence historique du passage du muet au parlant car il comporte un court moment où le personnage principal, Al Jolson, parle entre deux couplets de sa chanson. Le court métrage qui l’a précédé en 1926, Une scène dans la plantation, s’apparente plus au clip puisque sa durée est de 10 minutes et il est composé de trois chansons interprétées déjà par Al Jolson, séparées par quelques phrases adressées à la caméra (regard caméra en direction du public), dont : « Wait a minute, wait a minute, you ain't heard nothin' yet ! (Attendez une minute…  Vous n’avez encore rien entendu!) » Les chansons ont pour titre When the Red, Red, Robin Comes Bob, Bob, Bobbin' Along (Harry M. Woods), April Showers (paroles : Buddy DeSylva, musique : Louis Silvers, qui signera la musique du Chanteur de jazz), Rock-a-Bye Your Baby with a Dixie Melody (paroles : Sam Lewis et Joe Young, musique : Jean Schwartz).
En 1929, l’enregistrement sonore par procédé optique dispose le son directement le long de la bande image. Le couple images et sons figure dorénavant sur le même support, facilitant ainsi son transport et son rendu dans les salles de cinéma.
Cette année-là, Dudley Murphy réalise des courts métrages musicaux avec Bessie Smith (St. Louis Blues) ou Duke Ellington et son orchestre (Black and Tan) qui préfigurent la captation musicale moderne.
En 1930, Germaine Dulac présente au moins trois "impressions cinégraphiques" dont deux sur Fréhel : À la dérive et Toute seule, réunies en diptyque intitulé Celles qui s'en font, mimées par Lilian Constantini.
En 1931, Noburo Ōfuji réalise un clip d'animation en silhouettes inspirées de techniques d'animation allemandes afin d'illustrer Kimi ga yo, l'hymne national du Japon, mettant en scène des dieux de la mythologie japonaise.
En 1933, Alexandre Alexeïeff et Claire Parker réalisent selon la technique originale de l'Écran d'épingles un court métrage d’animation de huit minutes, une illustration du sabbat des sorcières, Une nuit sur le mont Chauve, d’après la musique de Modeste Moussorgski.
Produites dans les années 1935-40, les cinéphonies, conçues par le critique musical Émile Vuillermoz, sont aussi des exemples de mise en images de prestations musicales.
En 1935, l’animateur néo-zélandais Len Lye, réalise A Colour Box par grattage de la pellicule.
En 1940, Walt Disney produit Fantasia, dessin animé utilisant le récit musical en lui adossant un récit filmé. Est repris Une nuit sur le mont Chauve de Moussorgski, et mis en images pour la première fois L’Apprenti sorcier de Paul Dukas, Le Sacre du printemps d’Igor Stravinsky, la Symphonie pastorale de Ludwig van Beethoven, etc. Dans les dessins animés musicaux, citons également les deux séries « concurrentes » produites par Disney et Warner : les Silly Symphonies (Disney) et les Merrie Melodies (Warner). Les premiers Looney Tunes faisaient aussi cela.
En 1939, le Canadien Norman McLaren illustre la Danse macabre de Camille Saint-Saëns en dessin animé (8 minutes), et plus tard la chanson C’est l’Aviron (3 minutes 20), exploitant le synchronisme rythmique entre images et sons.
Esthétiquement, le clip actuel est une suite logique de toutes ces expériences liant le son à l'image. Dans les années 1940, le musicien Louis Jordan créa de petits films pour certaines de ses chansons, certains de ces films figurant dans un long-métrage nommé Lookout Sister. Selon l'historien Donald Clarke, ces mini-films sont les ancêtres des clips vidéo.
À Chicago, dans les années 1940, le Panoram voit le jour. C’est un appareil original, développé aux États-Unis par la Mills Novelty Company (la plus grande société de fabrication de juke-boxes de l’époque). Il pouvait projeter sur un petit écran, moyennant une pièce dans le monnayeur, un soundie, film musical en format 16 mm à piste sonore magnétique — pour une très bonne qualité — proposant un choix de huit films en noir et blanc. Ces soundies mettaient en scène les rois du jazz, comme Duke Ellington .
Au début des années 1950, l’exploitant d’une salle de cinéma de Californie du Sud, Louis D. Snader, tourné vers le nouveau média qu’est la télévision, produit plusieurs courts métrages en noir et blanc de 3 minutes chacun, les Telescriptions Snader, où il reprend le principe des soundies.
Les films musicaux et surtout ceux sortis entre les années 1930 et les années 1950 ont laissé un très important héritage pour tous les clips qui allaient suivre. Pour prendre un exemple, le clip de Material Girl de Madonna (réalisé par Mary Lambert) est très proche du travail de Jack Cole pour Diamonds Are A Girl's Best Friend, du film Les Hommes préfèrent les Blondes. Un autre exemple tout aussi révélateur est le clip de Bad de Michael Jackson (bien que plusieurs des clips de l'artiste s'en soient également très inspirés), prenant comme modèle les séquences de danse des comédies musicales hollywoodiennes classiques, notamment les combats de danse stylisés du film West Side Story. Selon l'Internet Accuracy Project, c'est J.P "The Big Bopper" Richardson qui fut le premier à utiliser l'expression "clip vidéo", en 1959.
Un autre exemple est aussi celui de Tony Bennett, qui fut filmé marchant dans Hyde Park. Le résultat donna naissance à la vidéo de Stranger In Paradise et fut diffusé sur les chaînes de télévision anglaises et américaines, dans des émissions telles que le Dick Clark's American Bandstand. Le plus vieux clip vidéo à utiliser des techniques proches des films abstraits est celui pour Dáme si do bytu ("Passons à l'appartement"), créé en 1958 et réalisé par Ladislav Rychman.

### 1960-1973: les clips promotionnels
Dans les années 1960, une « monstrueuse nouvelle machine » — termes utilisés par le magazine Time en 1964 — appelée Scopitone, apparaît en France, puis conquiert le marché américain. C’est un juke-box comparable au Panoram. Il est équipé comme lui d’un écran et joue, moyennant finance, un court métrage musical. Mais, nouveauté sans précédent, ces petits films sont en couleur. L’utilisation d’un scopitone coûte cher au client : 5 francs, une coquette somme à l'époque où le juke-box comme le flipper ne coûtent que 20 centimes.
Pendant les années 1960, de nombreux musiciens pop ont participé à cette mode. Le catalogue Scopitone compte 700 films, qui sont autant de clips.
Au début des années 1960, citons trois essais parmi les précurseurs de ce qu'allait être le clip vidéo moderne : des vidéos de performances live entièrement réalisées par le producteur de télévision canadien Manny Pittson pour l'émission Singalong Jubilee en 1961, le film expérimental Scorpio Rising de Kenneth Anger, sorti en 1964, et la vidéo de Go Now, une chanson de Bessie Banks plus tard popularisée par The Moody Blues, créée par Alex Murray, le producteur du groupe, la même année. Ce clip annonce à la fois les travaux de Bruce Gowers pour celui de Bohemian Rhapsody de Queen, mais aussi ce que les Beatles allaient faire pour les vidéos promotionnelles de leur double single Rain / Paperback Writer, sorties en 1966.
En 1964 sort le premier film des Beatles, A Hard Day's Night, réalisé par Richard Lester. Ce mockumentaire filmé en noir et blanc alterne dialogues, séquences comiques et séquences musicales. Les performances live des morceaux joués dans le film fournissent des points de départ idéaux pour un bon nombre de clips. Ce fut le modèle direct de la série télé américaine à succès The Monkees (1966-1968), mettant en scène un faux groupe de rock'n'roll également très proche des Beatles (même si ce faux groupe deviendra bientôt réel après sa création). Beaucoup de chansons des Monkees auront comme clips des extraits de la série TV.
Help !, le second film des Fab Four, sorti en 1965, est un projet plus important.
Filmé en couleurs à Londres et autour du monde, il introduit également lors de sa séquence d'ouverture en noir et blanc, l'un des archétypes du clip de performance live moderne : coupes transversales (c'est-à-dire alterner une séquence avec une autre lors du montage), gros plans, angles de caméra inhabituels... Le groupe continue pendant toutes les années 1960 à créer des vidéos promotionnelles pour certains de leurs singles, comme Day Tripper / We Can Work It Out, en 1965. Ces vidéos passent dans toutes les émissions musicales en vogue, comme Hullabaloo ou Top of the Pops. Elles deviennent de plus en plus sophistiquées, notamment quand le groupe arrête les tournées à la fin 1966, leur permettant de concrétiser toutes leurs envies musicales.
En mai 1966, les Beatles tournent deux séries de clips promotionnels en couleurs pour Rain / Paperback Writer, filmés par Michael Lindsay-Hogg, diffusés dans l'émission The Rolling Stones Rock and Roll Circus et le film Let It Be, leur dernière production cinématographique. Les clips de la double face A Strawberry Fields Forever / Penny Lane sont créés en 1967 et réalisés par Peter Goldman, emmenant le format de la vidéo promotionnelle à un niveau supérieur en y introduisant des techniques issues du cinéma underground et d'avant-garde : caméra renversée, slow motion, angles de caméra inhabituels et filtres de couleur ajoutés à la post-production. Fin 1967 sort le troisième film des Beatles, cette fois directement destiné à la télévision : Magical Mystery Tour, entièrement écrit et réalisé par le groupe et diffusé pour la première fois lors du Boxing Day 1967. Bien qu'il soit tièdement reçu à l'époque pour son manque de structure narrative, il est aujourd'hui reconnu comme l'accomplissement du travail des Beatles en tant que réalisateurs de clips.
En 1965, le clip en monochrome de D.A. Pennebaker pour Subterranean Homesick Blues de Bob Dylan invente un nouveau style de vidéo : la lyric video (voir chapitre "Les lyric videos" plus bas). Dans cette vidéo, le cinéaste filme Dylan marchant dans différents lieux et tenant des pancartes affichant les paroles de la chanson. Pink Floyd se met également à produire des vidéos promotionnelles pour certaines de leurs chansons, parmi lesquelles San Francisco : Film, réalisée par Anthony Stern, Scarecrow, Arnold Layne et Interstellar Overdrive (réalisée par Peter Whitehead, qui réalisera plusieurs clips pour les Rolling Stones à la fin des années 1960). Toujours en Angleterre, ce sont les Kinks qui ont l'idée d'ajouter un scénario dans les clips, idée appliquée dans le clip de leur single Dead End Street (1966) en créant un petit film comique, hélas refusé par la BBC considérant cette vidéo comme "de mauvais goût".
Les Who commencent eux aussi à créer des vidéos promotionnelles à partir de 1965 et de leur single I Can't Explain. Dans Happy Jack (1966), le groupe s'imagine en gang de voleurs. Dans Call Me Lightning, les Who racontent la façon dont leur batteur Keith Moon les aurait prétendument rejoint : Pete Townshend, Roger Daltrey et John Entwistle prennent le thé dans ce qui ressemble à un hangar abandonné quand soudainement, une "boîte sanglante" arrive, une séquence de type slapstick suit où Moon est présent en compagnie de ses trois camarades.
Nancy Sinatra et Roy Orbison se prêtent sont aussi à l'exercice : l'une pour These Boots Are Made For Walkin', l'autre pour plusieurs de ses tubes de l'époque, dont Walk On, son hit de 1968.
Dans les années 1960, les Rolling Stones créent aussi des vidéos promotionnelles. En 1966, Peter Whitehead réalise deux vidéos pour le single Have You Seen Your Mother, Baby, Standing In The Shadow ?. L'année suivante, il enchaîne avec We Love You, sorti pour la première fois en août 1967. Ce clip alterne des images du groupe en train d'enregistrer dans un studio et une parodie de procès faisant clairement allusion aux poursuites judiciaires subies par Mick Jagger et Keith Richards à l'époque (la faute à leurs addictions à la drogue). Richards joue le juge et Marianne Faithfull, la petite amie de Mick à l'époque, fait une apparition, Jagger apparemment nu, des chaînes enroulées aux chevilles étant visible. À la fin, la vidéo alterne images d'enregistrements studio du groupe et extraits de la version concert du clip de Have You Seen Your Mother, Baby.... Les Stones collaboreront aussi avec Michael Lindsay-Hogg, qui réalisera un clip pour 2000 Light Years From Home (tiré de l'album Their Satanic Majesties Request), un autre en couleurs pour Child Of The Moon et deux vidéos différentes pour Jumpin' Jack Flash. Ils travaillent aussi avec Jean-Luc Godard pour son film de 1968, One + One, qui mixe les avis politiques de Godard avec des images des sessions d'enregistrement de la fameuse chanson Sympathy For The Devil.
En 1972-73, David Bowie, bénéficiant de sa nouvelle notoriété à la suite du succès de son album The Rise and Fall of Ziggy Stardust and the Spiders from Mars, collabore avec le photographe Mick Rock pour une série de films promotionnels. Quatre clips sont créés pour les singles suivants : John, I'm Only Dancing (mai 1972), The Jean Genie (novembre 1972), la nouvelle ressortie américaine de Space Oddity (décembre 1972) et la ressortie de Life On Mars ? (une version légèrement retravaillée depuis l'album Hunky Dory), en 1973. Le clip de John, I'm Only Dancing est filmé lors de la répétition d'un concert que Bowie devait donner au Rainbow Theatre le 19 août 1972, pour un budget de 200 $. Il montre le musicien et son groupe faisant des mimes, le tout entrecoupé avec des images des Astronettes (le groupe de danseurs engagé par Bowie) en train de pratiquer leur art sur scène et derrière un écran. Le clip est refusé par la BBC, jugeant les sous-entendus homosexuels présents dans le clip déplaisants, et Top of the Pops remplacera les plans des Astronettes par des images de motards et d'autres danseurs. La vidéo de The Jean Genie tournée en une journée est montée en 2 jours pour un budget de 350 $. Elle alterne entre des images d'un concert de Bowie, des passages dans un studio photo et d'autres passages tournés devant le Mars Hotel de San Francisco avec David et Cyrinda Foxe (employée de MainMan et proche amie de David et Angie Bowie), cette dernière posant de façon provocante dans la rue tandis que le musicien longe les murs et fume.

### 1974-1980: la télévision musicale prend son envol
Contrairement à ce qu'on pourrait penser, ce n'est pas aux États-Unis qu'est née la télévision musicale, mais en Australie, lieu de naissance de deus émissions ayant favorisé la naissance du clip vidéo moderne : Countdown et Sounds. En 1974, Graham Webb, disc-jockey, lance un programme TV musical orienté vers les adolescents, retransmis sur ATN-7, chaîne télévisée venant de Sydney, tous les samedis matin. Cette émission connue sous le nom de Sounds Unlimited est abrégée en Sounds en 1975. Ayant besoin de contenu pour l'émission, Webb demande à Russell Mulcahy, salarié de la newsroom d'ATN-7, de créer des vidéos pour accompagner les chansons populaires qui n'en possèdent pas (comme Everybody's Talkin' de Harry Nilsson). Avec cette méthode, les deux hommes ont pu créer en tout 25 clips pour l'émission. Encouragé par le succès de ses clips, Mulcahy quitte son travail pour devenir clippeur à plein temps, réalisant des vidéos pour de très populaires groupes australiens comme Stylus, Marcia Hines, Hush ou AC/DC. Ce qui attire l'attention de Molly Meldrum (en) et Michael Shrimpton, qui s'occupent de l'émission Countdown et qui décident donc de réaliser rapidement leurs propres clips vidéo, la pratique devenant de plus en plus courante dans le marketing musical. Malgré le budget minuscule de l'émission, le réalisateur Paul Drane a pu réaliser des vidéos mémorables, comme les clips de Jailbreak et It's a Long Way to the Top (If You Wanna Rock 'n' Roll). De son côté, Russell Mulcahy, installé en Angleterre à la fin des années 1970, continuant son travail de réalisateur est à l'origine de plusieurs succès, notamment Making Plans for Nigel (XTC) et Video Killed the Radio Star (The Buggles).
En 1975, Bruce Gowers est engagé par Queen pour créer un clip vidéo pour leur nouveau single Bohemian Rhapsody, qui doit passer dans Top of the Pops. Selon Paul Fowles, historien du rock, la chanson est souvent créditée comme "le premier single à succès pour lequel une vidéo accompagnant [le single] devient central dans la stratégie marketing". Selon Rolling Stone, cette vidéo aurait inventé le clip vidéo moderne, 7 ans avant MTV.
À partir de la fin des années 1970, la diffusion de clips vidéos à la télévision devient de plus en plus régulière, dans plusieurs pays. Les clips vidéos sont par exemple diffusés dans des émissions musicales hebdomadaires ou insérés dans diverses émissions. Aux États-Unis par exemple, sur les chaines terrestres hertziennes à la fin des années 1970, des clips vidéos sont parfois diffusés dans les émissions musicales : The Midnight Special, Don Kirshner’s Rock Concert, et occasionnellement dans certains talk-show. Le 1er novembre 1979, Jerry Crowe et Charles Henderson lancent Video Concert Hall, la première chaîne entièrement consacrée aux clips vidéos sur le câble américain, 3 ans avant MTV, le Billboard crédite le Video Concert Hall, en tant que premier programme musical entièrement consacré aux clips vidéos aux États-Unis. Citons aussi Night Flight de USA Cable Network, l'un des premiers programmes traitant ces clips comme une forme d'art.
En 1980, le clip de Ashes to Ashes de David Bowie devient le clip le plus cher jamais produit à l'époque, avec un budget de 582 000 $ (1 671 487 $ en 2016). Filmé en couleurs "solarisées" avec l'ajout de scènes d'un noir et blanc rigide, et tourné dans de multiples lieux, notamment un salon matelassé et un rivage instable, il deviendra l'une des clips les plus iconiques de tous les temps et sa nature plus complexe marquera un grand pas en avant dans l'évolution du clip vidéo.
La même année, Split Enz, groupe néo-zélandais, obtient un succès mondial avec son single I Got You et son album True Colours et décide, un peu plus tard, de produire un ensemble complet de clips pour chaque chanson (tous dirigés par Noel Crombie, le percussionniste du groupe) et de vendre le tout en format cassette vidéo. Cet essai est suivi un an plus tard par le premier album vidéo, The Completion Backward Principle, créé par The Tubes, groupe de rock originaire de San Francisco, réalisé par le claviériste du groupe, Michael Cotten, avec l'ajout de deux clips réalisés par Russell Mulcahy (ceux de Talk to Ya Later et de Don't Wait to Want Anymore). L'ex-Monkee Michael Nesmith commença également à produire de petits films musicaux pour le Saturday Night Live. En 1981, il sort Elephant Parts, réalisé par William Dear et le premier clip à gagner un Grammy.

### 1980-1991: le clip devient plus artistique et plusmainstream
L'avènement du clip à la télévision date de 1980 avec le titre Can you feel it des Jacksons. En 1981, la chaîne américaine MTV (Music Television) inaugure son antenne avec le classique et symbolique Video Killed the Radio Star des Buggles. MTV fait le pari de ne diffuser que des clips et le succès est au rendez-vous, inaugurant une ère de vidéos diffusées 24 heures sur 24 à la télévision. La chaîne influencera beaucoup d'émissions musicales à travers le monde et aussi la création d'autres chaînes musicales inspirées de son format. La chaîne va ensuite s'étendre sur tous les continents, principalement à partir des années 1990, avec des déclinaisons diffusées sur les abonnements tv par satellite ou par câble dans de nombreux pays.
Le principe est sensiblement le même que pour la publicité : les annonceurs sont les maisons de disques qui produisent les clips et, parfois, payent pour les diffuser. De plus, deux grandes innovations vont permettre au genre de pouvoir véritablement exploser : les équipements vidéo deviennent de plus en plus faciles à maîtriser et de moins en moins chers et les effets visuels pouvant être créés avec une bonne maîtrise de l'image se développent. La qualité croissante des caméras et l'apparition de caméras portables coïncident avec l'esprit do it yourself (faites-le vous-même) de l'ère new wave, permettant aux « clippeurs » de tourner des vidéos plus rapidement et facilement, avec un budget moindre.
Le développement du genre pousse les réalisateurs à privilégier le support film 35 mm et le phénomène commence à être parodié, par exemple avec une vidéo nommée Nice Video, Shame About The Song créée par la BBC pour son programme comique Not The Nine O'Clock News. À cette époque, les réalisateurs commencent à explorer et à étendre le genre et la forme que peut prendre un clip vidéo, usant d'effets plus sophistiqués, mixant les techniques propres à la vidéo et les techniques cinématographiques ou ajoutant un vrai scénario dans le clip. Certaine vidéos ne représentent pas du tout l'artiste, comme Atlantic City (Bruce Springsteen, vidéo réalisée par Arnold Levine), Under Pressure (Queen & David Bowie, vidéo réalisée par David Mallet), The Chauffeur (Duran Duran, vidéo réalisée par Ian Emes) ou encore Sign o' the Times (Prince, vidéo réalisée par Bill Konersman). Toutefois, l'un des buts des clips étant de promouvoir l'artiste, ce type de vidéoclip reste particulièrement rare. Les directeurs se mettent également à explorer des thèmes politiques et sociaux. David Bowie ouvre la voie encore une fois avec ses clips pour China Girl et Let's Dance (1983) qui explorent les questions raciales.
C'est en 1983 que le clip le plus connu à l'époque est révélé : Thriller de Michael Jackson. D'une durée inhabituelle de 14 minutes et tourné en 35 mm, il est réalisé par John Landis pour un budget inédit de près d'un million de dollars. Thriller va réellement faire émerger le vidéoclip, en ne se limitant plus à de la « chanson filmée », et en instaurant de nouveaux standards de production. Dès lors, l'image ne sert plus de faire-valoir à la musique, ces deux éléments se servent mutuellement. Une VHS du clip, incluant le making of (une première là encore), est par ailleurs commercialisé et remporte un grand succès.
Grâce au succès de Thriller, et aussi des clips de Billie Jean et Beat it sortis quelques mois plus tôt, Michael Jackson devient le premier artiste afro-américain à être autant diffusé sur MTV, ce qui favorisera la plus grande diffusion des artistes noirs sur la chaîne par la suite (cf. 3."Clips et artistes ayant marqué l'histoire").
L'un des groupes pionniers du genre, Duran Duran, propulse chacun de ses singles en tête des classements musicaux mondiaux grâce au clip. C'est l'avènement de la magie véhiculée par ces mini-films sophistiqués et stylisés, souvent très coûteux, qui sont notamment l'un des fers de lance de la Second British Invasion (Seconde Invasion Britannique) aux États-Unis (avec Billy Idol et Eurythmics entre autres), via la chaîne MTV. À la suite de ces pionniers, de nombreux artistes vont s’investir dans leurs clips, qui deviendront le passage obligé du lancement de tout album. On ne parle plus du dernier titre, mais du dernier clip, notamment pour certains artistes emblématiques comme Mylène Farmer ou encore Madonna, qui suivront l'exemple de Michael Jackson. Le 5 mars 1983 voit la naissance de Country Music Television (CMT), chaîne créée par Glenn D. Daniels émettant depuis Hendersonville, Tennessee. Citons également MuchMusic, lancée au Canada en 1984. La même année, MTV lance ses MTV Video Music Awards (abrégés en VMA's), une cérémonie annuelle récompensant les meilleures vidéos de l'année. La première cérémonie récompense les Beatles ainsi que David Bowie en leur qualité de pionniers du clip vidéo.
La chaîne influencera aussi beaucoup d'émissions musicales sur des autres chaînes tv dès le début des années 1980, par exemple sur les chaînes terrestres hertziennes américaines, l'émission de clips hebdomadaire Friday Night Videos sur le réseau NBC, lancée en 1983, ou encore l'émission MV3 lancée en 1982. La chaîne influencera aussi beaucoup d'émissions musicales à travers le monde, par exemple en 1986, la chaîne britannique Channel 4 lance The Chart Show, programme diffusant des clips sans interruption et sans présentateurs, avec des séquences de transition faites avec de l'animation par ordinateur, l'émission passera ensuite sur ITV en 1989.
MTV lance en 1985 une première chaîne-sœur, VH1, diffusant de la musique plus soft et s'adressant à un public plus âgé que celui de MTV. MTV ne s'arrête pas là, MTV Europe est lancée en 1987, MTV Asia en 1991 et MTV Latino en 1993. La chaîne va ainsi s'étendre sur tous les continents, principalement à partir des années 1990, avec des déclinaisons diffusées sur les abonnements TV par satellite ou par câble dans de nombreux pays.
En 1985, Money For Nothing de Dire Straits est la première vidéo à utiliser l'animation par ordinateur, propulsant la chanson en hit planétaire. De façon ironique, car la chanson est un commentaire désabusé sur le phénomène du clip. En 1986, Peter Gabriel fait appel à Nick Park et la société d'animation Aardman pour la réalisation du clip de sa chanson Sledgehammer, un grand succès qui remporte neuf VMA.

En 1988, le grand public peut découvrir le hip-hop grâce au lancement de l'émission Yo ! MTV Raps.
En juillet 1986 sort le clip de la chanson Libertine, de Mylène Farmer et Laurent Boutonnat sur 10 minutes ; sa suite en 1988, Pourvu qu'elles soient douces, aura une durée de plus de 17 minutes. Révolutionnant l'industrie musicale et visuelle en France par ces deux vidéos, Mylène Farmer continuera à promouvoir le clip à la fin des années 1980, avec des titres comme Tristana, Sans contrefaçon ou encore Sans logique.

### 1992-2004: les «clippeurs» prennent le pouvoir
Le 3 avril 1991, le clip de Désenchantée fait impression sur le marché musical français. Cette chanson issue de l'album L'Autre…, sorti en 1991, de Mylène Farmer est un hymne « Farmérien » et celui de toute une génération. Réalisé dans une usine désaffectée proche de Budapest, le clip de plus de 10min, montre encore le talent de la chanteuse et de Laurent Boutonnat pour faire des films. En novembre 1992, MTV commence à citer les réalisateurs des clips avec le nom de l'artiste et de la chanson, prouvant que ce médium est définitivement une forme d'art et un moyen pour laisser s'exprimer des auteurs. C'est à partir de cette période que débutent les carrières de Chris Cunningham, Michel Gondry, Spike Jonze, Floria Sigismondi, Stéphane Sednaoui, Mark Romanek ou encore Hype Williams, qui injectent leur propre style et leur propre vision dans les clips qu'ils réalisent. Plusieurs de ces directeurs, comme Gondry, Jonze, Sigismondi ou encore F. Gary Gray, se lanceront plus tard dans le cinéma. Cette tendance des réalisateurs s'étant lancés dans le clip avant le cinéma se prolongera pendant plusieurs années avec des personnes comme Lasse Hallström ou encore David Fincher.
Deux vidéos dirigées par Mark Romanek en 1995 vont figurer parmi les trois vidéos les plus chères de l'histoire de la musique, encore indépassées à ce jour : Scream (Michael Jackson & Janet Jackson), qui a coûté 7 millions de dollars, et Bedtime Story (Madonna), qui en a coûté 5 millions. Comme réalisateur de cette période fin 90-début 2000, citons aussi Walter Stern, qui a réalisé quelques vidéos parmi les plus emblématiques : Firestarter (The Prodigy), Bitter Sweet Symphony (The Verve) et Teardrop (Massive Attack). MTV lance également plusieurs chaînes-sœurs pour faire découvrir à tous les publics les clips produits dans certains marchés musicaux. Sont donc créées MTV Latin America en 1993, MTV India en 1996 ou encore MTV Mandarin en 1997. En 1996, il y eut également MTV2, montrant des vidéos plus vieilles ou issues des marchés alternatifs. Le Billboard eut également ses propres Music Video Awards de 1991 à 2001.
À l'inverse, le clip Wannabe du groupe Spice Girls, qui est réalisé avec un petit budget, marque toute une génération, en devenant culte. En 2015, Billboard a inclus la vidéo de "Wannabe" dans sa liste des dix meilleures vidéos de groupe féminin les plus emblématiques de tous les temps.
La même année, VH1 a placé le second vidéoclip Say You'll Be There des Spice Girls, comme le 8e meilleur vidéoclip de l’histoire.
En 1997, le duo de musique électronique Daft Punk, signe un clip mémorable de son single Around The World, qui montre des robots en train de recréer visuellement la partition de cette chanson. Il est classé comme l'un des meilleurs de tous les temps.[réf. souhaitée]
En parallèle, le vidéoclip Spice Up Your Life du groupe Spice Girls, dont l’ésthétique futuriste post-apocalyptique inspiré du film Blade Runner, est nommé dans de nombreuses cérémonies pour les meilleurs effets visuels,, tout en remportant le prix de la meilleure vidéo lors des Edison Music Awards en 1998.
En 1998, l’esthétique futuriste en vert et noir du vidéoclip I Want You Back de Mel B featuring Missy Elliott, devient culte et marque les esprits,.
En 1999, le vidéoclip ...Baby One More Time de Britney Spears, dévoilant l'artiste dansant dans son lycée en tenue d'écolière, marque son époque et devient culte,,.

### 2005-aujourd'hui: Internet, le nouveau meilleur ami du clip
Le marché de la musique ayant beaucoup changé (le passage en radio lui aussi fait suite à des accords entre labels et radios), le clip ne s'est plus restreint à un seul médium, la télévision, et s'offre maintenant sur CD, DVD/Blu-Ray ou Internet. Des réalisateurs tels que Michel Gondry, Spike Jonze ou encore Chris Cunningham ont sorti une compilation de leurs clip en DVD/Blu-Ray. Son but principal restant toujours de faire la promotion de groupes. Les clips sont de plus en plus nombreux, et les festivals de courts-métrages en montrent de plus en plus.
C'est à la fin des années 1990 qu'Internet commence à distribuer des clips, d'abord avec le site iFilm (1997), premier site de partage de vidéos, puis avec Napster, service de partage de fichiers en peer-to-peer en service entre 1999 et 2001. Internet va également récupérer le créneau délaissé par MTV, qui abandonne la diffusion de clips pour privilégier les programmes de télé-réalité, qui deviennent de plus en plus populaires depuis The Real World, émission lancée en 1992.
Contrairement à ce que l'on pourrait craindre, le vidéoclip n'est sans doute pas mort : l'engouement du public pour le DVD/Blu-Ray musical (y compris pour des DVD/Blu-Ray consacrés à des réalisateurs de clips) en est la preuve. Le vidéoclip permet de compléter l'univers des musiciens, c'est aussi l'occasion de produire des images qui, dans un autre cadre, seraient jugées comme du cinéma expérimental. Même si le marché du clip et son mode de diffusion ont changé et n'ont sans doute pas fini de le faire, on peut prendre le pari que le genre n'a pas dit son dernier mot.
L'engouement sur Internet prend un essor important avec les sites de partage vidéo comme YouTube, Dailymotion, Facebook ou Vevo, permettant même aux petits groupes et auteurs de réaliser une promotion touchant rapidement un large public à peu de frais et jouant sur la viralité naturelle des réseaux sociaux. Ces sites permettent à tous de pouvoir créer leurs propres clips vidéo (leur nature non officielle leur donne le nom de fanmades), notamment pour les chansons d'un album n'ayant jamais eu de clip vidéo. Parmi les clips rendus célèbres grâce aux sites de partage de vidéos, citons trois clips du groupe OK Go (A Million Ways, Here It Goes Again et This Too Shall Pass, respectivement sortis en 2005, 2006 et 2010), Pork and Beans de Weezer (2008), qui fait apparaître 20 célébrités de YouTube ou Kings and Queens de Thirty Seconds to Mars (2009), qui fut nommé 4 fois aux MTV VMA 2010. Le vidéoclip Axel F du personnage virtuel Crazy Frog paru en 2005 et réalisé en animation 3D, a également obtenu beaucoup de succès.

## Chronologie
- 1908-1917 : ère des phonoscènes[35] ;
- 1927 : Une scène dans la plantation, court-métrage d'une bobine (10 min) avec Al Jolson, entièrement chanté et parlé en son direct, prémices de The Jazz Singer, film de long métrage muet avec des séquences chantées par le même Al Jolson ;
- 1929 : St. Louis Blues ;
- 1939 : Fantasia (Walt Disney Pictures) ;
- 1941 : introduction du Jukebox Panoram et des Soundies ;
- 1956 : une vague de films rock'n'roll commence à Hollywood (Rock Around the Clock, Don't Knock the Rock, Shake, Rattle and Rock!, Rock Pretty Baby, The Girl Can't Help It, et les films d'Elvis Presley). Certains de ces films intégraient des numéros musicaux à une histoire, d'autres étaient des spectacles musicaux ;
- 1957 : Elvis Presley a créé un clip, et non un film, Jailhouse Rock ;
- 1962 : la télévision britannique invente une nouvelle forme de diffusion musicale. Des émissions comme Top of the Pops, Ready! Steady! Go! et Oh, Boy ont promu des groupes et créé d'énormes succès ;
- 1964 : la télévision américaine adapte ce format. Hullabaloo est une des premières émissions américaines du genre, suivie de Shindig! (NBC) et American Bandstand; The Beatles sont les vedettes d'A Hard Day's Night ;
- 1966 : les premiers films promotionnels conceptuels sont diffusés : Paperback Writer et Rain des Beatles, suivis en 1967 de Penny Lane et Strawberry Fields Forever.
- 1968 : les Rolling Stones collaborent avec Jean-Luc Godard sur Sympathy for the Devil ;
- 1970 : l'industrie du disque se rend compte que ces émissions télévisées sont une grande opportunité pour la promotion de leurs artistes. Ils se concentrent sur la réalisation de courts films promotionnels qui commencent à remplacer les performances télévisées ;
- 1974 : ABBA bouleverse le côté statique du clip, en y intégrant des effets visuels innovants pour l'époque ;
- 1975 : la vidéo Bohemian Rhapsody de Queen marque le début de l'ère vidéo et instaure le langage des vidéos modernes ;
- 1979 : Devo réalise The Day My Baby Gave Me a Surprise, qui fut la première vidéo à inclure des animations virtuelles aux animations traditionnelles ;
- 1980 : la vidéo Ashes to Ashes est tournée par David Bowie ;
- 1981 : MTV, la première chaine musicale diffusée par satellite en continu, est lancée. Initialement soutenue par des opérateurs de télévision câblée, elle connut rapidement un succès majeur et devint une icône culturelle ;
- 1983 : parution de Thriller de Michael Jackson, réalisé par John Landis, qui change à jamais le concept du clip. Le making of qui accompagne la sortie de la VHS devient le premier making-of d'un clip ;
- 1984 : premier clip français tourné avec les moyens d'un long métrage : Adrian de Buzy (réal. Hilton McConnico) diffusion dans les cinémas Gaumont ; Premiers MTV Video Music Awards, cérémonie récompensant les meilleurs clips. La soirée est notamment marquée par la prestation de Madonna de Like a Virgin, en robe de mariée ; Le vidéoclip Take on Me du groupe A-ha, qui mélange prises de vues réelles à l'animation, remporte 6 Grammy Awards, ce qui est un record[36].
- 1986 : Mylène Farmer publie ses clips Plus Grandir, Libertine. Devant le succès de ce nouveau format, la chaîne TV6 crée des émissions consacrées aux clips ;
- 1989 : Madonna fait scandale avec le clip de Like a Prayer, suivi l'année suivante de Justify My Love, qui sera censuré. C'est aussi en 1989 que Madonna dévoile le 4e clip le plus cher de l'histoire, Express Yourself, réalisé par David Fincher.
- 1991 : 14 novembre, Le clip Black or White de Michael Jackson a été diffusé dans le monde entier en même temps pour la première fois, ce soir-là, plus de 500 millions de téléspectateurs l'ont vu. Par la suite, la fin de ce clip a été censurée pour violences et obscénités. De plus, ce clip est l'un des rares clips à l'époque à utiliser la méthode du morphing ;
- 1992 : MTV commence à créditer les réalisateurs de clips ;
- 1995 : sortie de l'un des clips les plus chers de l'histoire, Scream de Michael Jackson & Janet Jackson, avec un budget de 7 millions de dollars ;
- 1996 : création de M2 (qui deviendra MTV 2, puis MTV Hits).
- 2009 : Vevo, service en ligne proposant des vidéoclips, est créé.

## Clips et artistes ayant marqué l'histoire

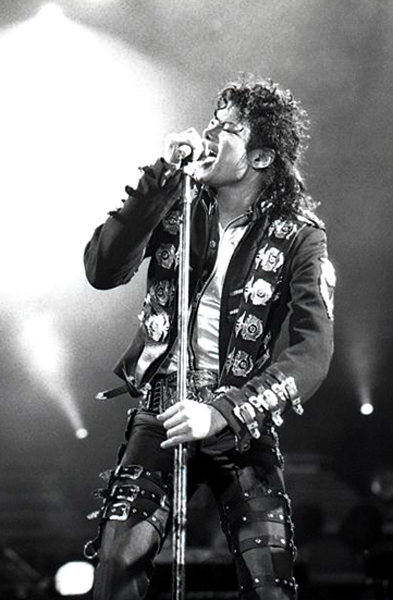
Michael Jackson (ici lors du Bad World Tour) est considéré comme l'artiste ayant révolutionné le vidéoclip,.

Il est souvent dit que le premier groupe à avoir popularisé le clip vidéo est Queen, en 1975, lors de la sortie de Bohemian Rhapsody (issu de leur 4e album A Night at the Opera), avec un budget au-dessus de la moyenne de l'époque et des effets spéciaux novateurs.
Il faut néanmoins attendre 1983 et Thriller de Michael Jackson, réalisé par John Landis, pour que le clip change véritablement de statut. En effet, pour la première fois, le clip devient l'équivalent d'un court métrage artistique (avec un budget de près d'un million de dollars, une durée de 14 minutes) et sert à la promotion d'un album, ici Thriller, à l'échelle mondiale. Michael Jackson est à partir de ce moment considéré comme l'artiste qui a changé l'histoire du clip en prenant réellement conscience de l'impact que pourrait avoir ce format (avec une véritable mise en scène, une chorégraphie, des effets spéciaux) dans l'industrie musicale,. De plus, le clip contribue au développement du marché des cassettes vidéo avec la sortie à succès en VHS du clip et de son making of (une première là encore). Deux autres clips issus de l'album Thriller, à savoir Billie Jean et Beat it, font également de Michael Jackson le premier artiste afro-américain à être autant diffusé sur MTV et favorisent la plus grande diffusion des artistes noirs sur la chaîne par la suite.
Michael Jackson n'aura ensuite de cesse d'innover tout au long de sa carrière dans le domaine du vidéoclip, faisant notamment appel à des réalisateurs et acteurs reconnus. Citons par exemple les clips de Bad - réalisé par Martin Scorcese - (1987), Black or White - réalisé une nouvelle fois par John Landis - (1991), Remember the Time - réalisé par John Singleton avec entre autres Eddie Murphy et Iman - (1991), Scream - réalisé par Mark Romanek avec sa sœur Janet Jackson, il est le clip plus cher de l'histoire avec un budget de 7 millions de dollars - (1995), ou encore You Rock My World - avec notamment la participation de Chris Tucker et Marlon Brando - (2001),,.
Viennent ensuite, toujours dans les années 1980, Owner of a Lonely Heart (Yes), Take on Me (A-ha), Sledgehammer (Peter Gabriel), Weapon of Choice (en) (Fatboy Slim), Money for Nothing (Dire Straits) ou bien Video Killed the Radio Star (The Buggles).
En 1992, Whitney Houston chante I Will Always Love You pour la bande originale du film Bodyguard, qui se vendra à plus de 20 millions d’exemplaires et fait de son clip une vidéo culte,.
En 1996, le clip Wannabe du groupe Spice Girls, qui est réalisé avec un petit budget, marque toute une génération, en devenant culte. En 2015, Billboard a inclus la vidéo de Wannabe dans sa liste des dix meilleures vidéos de groupe féminin les plus emblématiques de tous les temps.
La même année, VH1 a placé le second vidéoclip des Spice Girls, Say You'll Be There, comme le 8e meilleur vidéoclip de l’histoire.

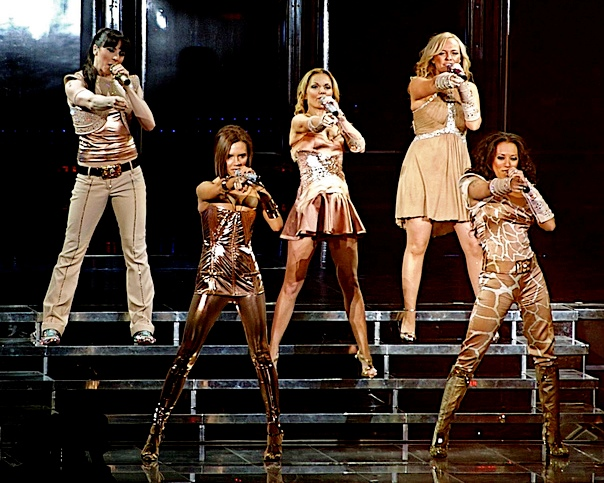
Les vidéoclips Wannabe, Say You'll Be There, Spice Up Your Life et Viva Forever des Spice Girls, sont classés dans de nombreuses listes comme les meilleurs clips de l'histoire,.

En 1997, le duo de musique électronique Daft Punk, signe un clip mémorable de son single Around The World, qui montre des robots en train de recréer visuellement la partition de cette chanson. Il est classé comme l'un des meilleurs de tous les temps.
En parallèle, le vidéoclip Spice Up Your Life du groupe Spice Girls, dont l’ésthétique futuriste post-apocalyptique inspiré du film Blade Runner, est nommé dans de nombreuses cérémonies pour les meilleurs effets visuels,, tout en remportant le prix de la meilleure vidéo lors des Edison Music Awards en 1998.
En 1998, l’esthétique futuriste en vert et noir du vidéoclip I Want You Back de Mel B featuring Missy Elliott, devient culte et marque les esprits,,.
En 1999, le vidéoclip ...Baby One More Time de Britney Spears, dévoilant l'artiste dansant dans son lycée en tenue d'écolière, marque son époque et devient culte,,.
La même année, sortie du clip Heartbreaker de Mariah Carey, avec un budget de 3 millions de dollars, démontrant l'interprète dansant et chantant dans un cinéma. Le clip vidéo No Scrubs du trio féminin TLC, réalisé par Hype Williams, est récompensé par le MTV Video Music Award de la meilleure vidéo d'un groupe et est considéré comme l'un des plus beaux clips de l'histoire de la musique,,.
En 2000, les clips One More Time, Aerodynamic, Digital Love et Harder, Better, Faster, Stronger du duo français Daft Punk, issus de son 2d album Discovery et du film Interstella 5555: The Story of the Secret Star System (2003), tous réalisés en animation 3d par Leiji Matsumoto, sont considérés comme des chefs-d’œuvre de la musique actuelle,.
En 2001, Kylie Minogue fait un retour triomphal via sa tenue blanche minimaliste dans le vidéoclip futuriste au succès planétaire Can't Get You Out of My Head, qui en fait une icône interplanetaire. Le clip est considéré comme l’un des plus beaux clips de la décennie 2000,,.
Au même moment, Geri Halliwell signe elle aussi un retour planétaire grâce au titre It's Raining Men, pour la bande originale du film Le Journal de Bridget Jones, dont le vidéoclip s’inspire des films Fame et Flashdance.
Toujours en 2001, Victoria Beckham propose son 1er vidéoclip solo Not Such an Innocent Girl, dont l’esthétique futuriste en 3D avec des courses de motos volantes, devient culte et est considéré comme l'un des plus beaux de ces trois dernières décennies,,.
En 2002, le vidéoclip Shoot The Dog de George Michael, qui critique Tony Blair et George Bush et réalisé en animation, crée l'événement,.
En cette même année, les vidéoclips colorés et humoristiques Without Me du rappeur Eminem,, ainsi que Murder on the Dancefloor de Sophie Ellis-Bextor, marquent leurs époques et deviennent cultes pour toute une génération,.
En 2003, le duo danois Junior Senior est révélé au monde entier via à son 1er clip Moove Your Feet, qui est réalisé en animation 2D et qui comprend des personnages en pixels. En parallèle, le single I Begin to Wonder de Dannii Minogue, devient culte de par son esthétique et est considéré comme l'un des plus beaux clips de la décennie 2000.
En 2004, Call on Me de Eric Prydz, a eu un succès commercial important, et a atteint le sommet de plusieurs hit-parades. Call on Me est principalement connu pour son clip dans lequel plusieurs femmes et un homme exécutent de la danse aérobique de façon sexuellement suggestive.
Le vidéoclip Axel F du personnage virtuel Crazy Frog paru en 2005 et réalisé en animation 3D, devient immédiatement culte et dépasse le milliard de vues sur Youtube. Il fut par ailleurs le second vidéoclip de l'histoire à dépasser ce chiffre sur cette plateforme.
En 2006, le vidéoclip humoristique et coloré A Public Affair de Jessica Simpson, qui comprend quelques célébrités dont Christina Applegate, Christina Milian, Eva Longoria, Maria Menounos, Andy Dick et Ryan Seacrest, devient immédiatement culte.
En 2010, le vidéoclip de la musique Baby de Justin Bieber ft Ludacris dépasse les 2 milliards de vues sur Youtube.
En 2012, le chanteur sud-coréen PSY est le premier artiste dans l'histoire du clip vidéo à dépasser les trois milliards de vues sur YouTube pour son clip Gangnam Style.
En 2013, Le vidéoclip Almost Home de Mariah Carey, extrait de la bande originale du film Le Monde fantastique d'Oz, obtient un World Music Awards pour la meilleure vidéo de l'année.
La même année, le vidéoclip For Once In My Life de Mel B, qui révèle l'artiste en train de danser et de s'embrasser soi-même, tout en faisant un strip-tease dans le décor de la série Desperate Housewives, marque les esprits.
C’est en partie grâce au succès du clip Happy paru en 2014, et extrait du film d’animation Moi, moche et méchant 2, dévoilant une danse de rue, que Pharrell Williams obtient la plus grosse vente de singles de l’année et remporte un Grammy Award pour la meilleure vidéo de l’année.
En parallèle, la chanteuse australienne Sia dépasse le milliard de vues avec son clip Chandelier, dont la prestation choregraphique est acclamée par la critique, devenant la 13e vidéo la plus vues de tous les temps sur Youtube,,,.

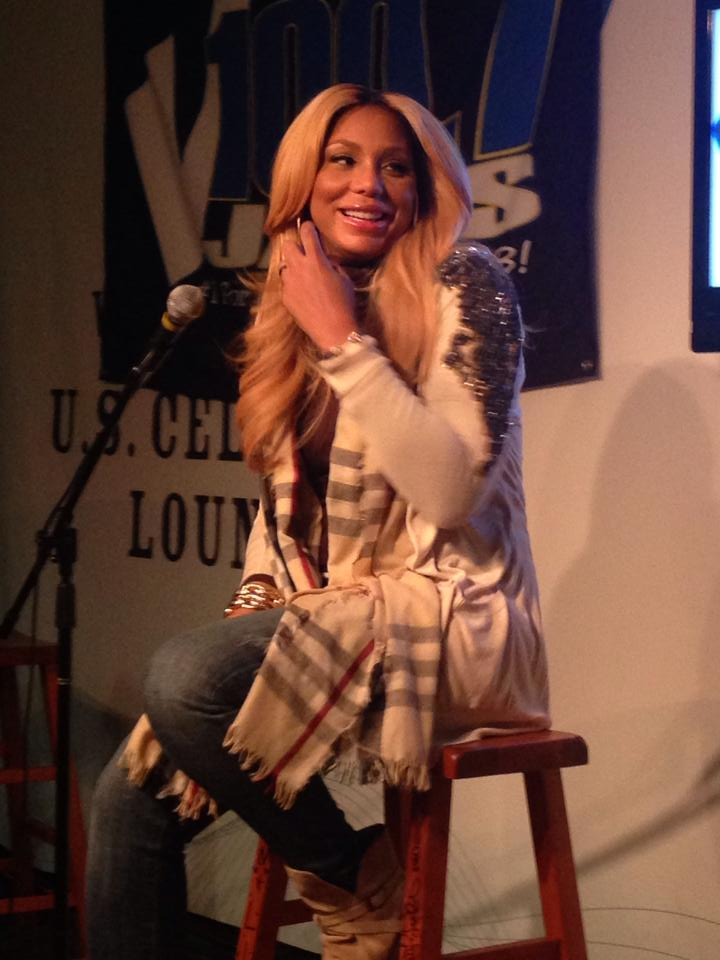
Le vidéoclip If I Don't Have You de Tamar Braxton est acclamé par la critique et permet à l’interprète d’être nommée aux Grammy Awards,,.

En 2015, le vidéoclip If I Don't Have You de Tamar Braxton à l’esthétique classieuse des années 1920, qui raconte l’histoire d’une prostituée dans un hôtel, est acclamé par la critique et permet à l’interprète d’être nommée aux Grammy Awards,,.
Certains clips ont même eu leurs pastiches. Microsoft a repris Weapon of Choice pour en faire un clip de promotion à usage interne, Windows of Choice. "Weird Al" Yankovic s'est fait d'ailleurs connaître par ses divers pastiches de clips, notamment ceux de Michael Jackson.
Pour la France, impossible de ne pas citer Mylène Farmer, avec des clips considérés comme de véritables courts-métrages (Libertine, Pourvu qu'elles soient douces) ou encore Daft Punk (Around The World).

## Réalisateurs de clips
- Steve Barron : réalisateur pour a-ha, Joe Jackson, Tears for Fears, et bien d'autres.
- Laurent Boutonnat : compositeur de Mylène Farmer, il a réalisé plusieurs de ses vidéos.
- Colin Solal Cardo: réalisateur de clips dont ceux de Charli XCX, Robyn, Christine and the Queens ou Yseult.
- Anton Corbijn : hollandais d'origine, ce photographe est connu pour ses clips de U2, Nirvana, Depeche Mode, Metallica, Joy Division.
- Chris Cunningham : se considère avant tout comme un artiste multimédia. Ses ambiances malsaines et perturbantes ont fortement marqué le public : ses clips d'Aphex Twin notamment, mais aussi Frozen de Madonna ou encore All Is Full of Love de (Björk).
- Quentin Dupieux : connu comme musicien sous le nom de M. Oizo, Quentin Dupieux réalise des courts-métrages étranges. Présenté par son père, garagiste, à Laurent Garnier, il a réalisé des clips pour Alex Gopher, Laurent Garnier et lui-même.
- Antoine Fuqua
- Philippe Gautier : réalisateur français très prolifique. Parmi ses classiques : Marcia Baila (Les Rita Mitsouko en 1986), clip qui sera diffusé au MOMA de New York, Take A Chance On Me (Erasure en 1992). Il n'emprunte pas seulement aux processus et aux langages créés historiquement dans le cinéma, la photographie, les arts plastiques, la musique et la danse, il commande aux artistes des œuvres qui prennent place ensuite, dans ses décors.
- Jonathan Glazer : réalisateur de Sexy Beast et Birth, il tourne pour Jamiroquai, Radiohead, Blur ou Massive Attack. Malgré une vidéographie très limitée, ses clips sont parmi les plus cités (à l'image de « Rabbit in your Headlights » de UNKLE où un homme se fait renverser par des voitures dans un tunnel).
- Brian Grant : du même genre, avec Tina Turner, The Human League, Queen, The Stranglers, Kim Wilde... a par ailleurs réalisé des épisodes de la série Highlander.
- John Landis, réalisateur des clips Thriller et Black or White de Michael Jackson.
- H5 : collectif fondé par Ludovic Houplain et Antoine Bardou Jacquet. On leur doit « The Child », pour Alex Gopher - une ville typographique - et « Remind me » (Röyksopp).
- Pleix. Collectif.
- Jean-Baptiste Mondino : outre le déjanté La danse des mots, C'est d'abord son noir et blanc très pictural qui le fera connaître avec des clips sentimentaux tels que un autre monde (Téléphone), Cargo (Axel Bauer), Russians (Sting) avec Boys of summer (1985), de Don Henley, il recevra le « MTV Music Video Award » du meilleur clip de l'année. Plus tard, Mondino passera à la couleur pour Les Rita Mitsouko, puis Prince, Madonna, Alain Bashung, Björk, etc.
- Michel Gondry : ancien batteur du groupe Oui-Oui, Gondry se fera connaître comme un des « clipmen » les plus exigeants : IAM (Le Mia), Björk (six vidéos), The Chemical Brothers, The White Stripes, Massive Attack, Kylie Minogue, Cibo Matto... Il est à ce jour le réalisateur de clips le plus célèbre dans le monde et a depuis réalisé cinq longs métrages aux États-Unis (Human Nature en 2002, Eternal Sunshine Of The Spotless Mind en 2004, La Science des rêves en 2006, Soyez sympas, rembobinez! en 2008 et The Green Hornet en 2010).
- Garth Jennings : réalisateur de H2G2 : Le Guide du voyageur galactique, il est aussi célèbre pour ses clips pour Fatboy Slim (Right here, Right now), Blur (Coffee % TV), R.E.M. (Imitation of Life) ou Badly Drawn Boy.
- Spike Jonze : L'homme des paris un peu fous : faire danser Christopher Walken sur du Fatboy Slim, intégrer Björk à une comédie musicale, incruster le groupe Weezer dans un épisode de la série Happy Days...
- David LaChapelle : Mariah Carey (Loverboy), Elton John, Moby (Natural blues), Avril Lavigne, etc.
- Don Letts a filmé les acteurs du mouvement punk britannique, The Clash, Elvis Costello, The Pretenders...
- David Mallet : Blondie, Billy Idol, AC/DC, Queen ou Erasure.
- Diane Martel : beaucoup de réalisations dans le Hip-hop ; auteur en outre de plusieurs clips de Mariah Carey.
- Olivier Megaton : le réalisateur de Exit et de La Sirène rouge est auteur de divers clips pour Fabe, Assassin, les Négresses vertes, Silmarils, Sens Unik ou encore Jean-Louis Aubert.
- Russell Mulcahy : le réalisateur emblématique des années 1980. Duran Duran, Ultravox, Spandau Ballet ou Elton John, ainsi que le film Highlander ! Il a réalisé deux des clips vidéo de Queen, A Kind of Magic et Princes of the Universe.
- Sophie Muller : de Eurythmics à No Doubt en passant par Sade, Sophie Muller est la réalisatrice de clips classique. Sa manière, apparemment passe-partout, est extrêmement efficace dans la sensation de proximité qu'elle installe entre les musiciens et leurs auditeurs. Elle entretient par ailleurs de longues relations de travail avec les artistes dont elle met la musique en images : 7 clips pour No Doubt, 15 clips pour Eurythmics/Annie Lennox, 9 clips des Shakespeare sisters, etc.
- Marcus Nispel : réalisateur de Runaway (Janet Jackson), Killer/Papa was a Rolling Stone (George Michael), XXL et L'Instant X (Mylène Farmer), Shy Guy (Diana King), Believe (Elton John), Spice up your Life (Spice Girls), Love is all around (Wet Wet Wet), Ready or not (The Fugees)...
- Nick Park : devenu célèbre grâce à Sledgehammer de Peter Gabriel (MTV Music Video Award du meilleur clip en 1987), il est aujourd'hui le réalisateur de Wallace and Gromit.
- Tim Pope : le réalisateur de The Crow 2 est aussi l'auteur des clips de Talk Talk, de Singing in the shower (Les Rita Mitsouko+The Sparks), de Soft Cell, et, surtout, des classiques de Cure.
- Alex Proyas
- Mark Romanek : notamment Scream (Michael Jackson/Janet Jackson)
- Stéphane Sednaoui : artiste français touche a tout, et résident a New York, Sednaoui et aussi connu pour ses photos de reportage et de mode que pour son travail de réalisateur. il a réalisé à ce jour plus de 50 vidéos, notamment pour NTM (« le monde de demain »), Björk, MC Solaar, Neneh Cherry et Youssou N'Dour, Garbage, Tricky, U2, Mirwais...
- Dominic Sena
- Shynola : collectif, il réalise des clips ou l'animation prend une dimension importante. Parmi les artistes ayant eu recours à eux, on peut citer Radiohead (« Pyramid Song » ), Queens of the Stone Age (« Go with the flow »), Blur (« Crazy Beat », « Good Song ») ou Beck. Ils travailleront, par la suite, aux animations du Guide Galactique dans le film de Garth Jennings.
- Tarsem Singh : réalisateur de « Losing My Religion » (REM) et du film « The Cell ». Son activité principale est la réalisation de publicités.
- Julien Temple : réalisateur de nombreux clips de David Bowie, des Rolling Stones, etc. et du film « Absolute Beginers ».
- Simon West
- Hype Williams
- Andrée Davis-Boyer, surnommée Mamy Scopitone, a réalisé plus de 500 scopitones pour les grands noms de la chanson française de l'époque.
- Claude Lelouch a réalisé plus de 80 scopitones.
- Dave Meyers a réalisé plus de 200 clips pour des artistes tels que Kid Rock, Lil' Bow Wow, Jennifer Lopez, Korn, etc. Mais il a surtout travaillé pour Missy Elliott et P!nk, il est d'ailleurs le réalisateur principale de cette dernière.
- Joseph Kahn a réalisé plusieurs clips pour Britney Spears (Stronger (2000), Toxic (2004), Womanizer (2008) et Perfume (2013)). Il a également réalisé des clips pour Taylor Swift, Katy Perry ou encore Lady Gaga.

### Réalisateurs occasionnels de clips
- Serge Gainsbourg - pour lui-même, pour Renaud ou encore Indochine (Tes Yeux Noirs, dans lequel il fait une apparition).
- Luc Besson - pour Isabelle Adjani (Pull Marine), Mylène Farmer (Que Mon Cœur Lâche), Madonna (Love Profusion), Kery James (L'Impasse).
- Daniel Chenevez a réalisé toutes des vidéos du duo Niagara, constitué de lui-même et de Muriel Moreno, depuis « L'Amour à la plage ».
- John Landis, réalisateur de « Thriller » et de « Black or White » pour Michael Jackson.
- Martin Scorsese, réalisateur de Bad pour Michael Jackson.
- David Fincher, réalisateur de Who is it pour Michael Jackson entre autres.
- Jean-Pierre Jeunet, réalisateur de "Tombé Pour La France" (Étienne Daho)et de "L'autre joue" de (Lio)
- Abel Ferrara. Réalisateur de « California » (Mylène Farmer).
- Jan Kounen, réalisateur de « Daniela » pour Elmer Food Beat, de « Lay All Your Love On Me », « Sos », « Voulez-vous » et « Always » pour Erasure.
- Moby : n'a réalisé aucun de ses clips mais est l'inventeur du personnage de «Little Idiot » dans le clip «Why Does My Heart Feel So Bad ?» (réalisation : Susi Wilkinson, Filipe Alçada et Hotessa Laurence)
- Ching Siu-tung, réalisateur de la trilogie Histoires de fantômes chinois, a réalisé le clip L'Âme-Stram-Gram pour Mylène Farmer.
- Hayao Miyazaki a réalisé le clip « on your marks » pour le duo nippon Chage & Aska.
- Jean-Paul Goude. Le Pygmalion de Grace Jones a réalisé, pour elle, deux clips.
- Michael Moore a trouvé dans le vidéoclip un prolongement de ses documentaires empreints d'activisme politique. Il a notamment tourné pour Rage Against the Machine et System of a Down.
- Jean-Luc Godard, a réalisé le clip « Plus Oh ! » pour France Gall qui le lui avait demandé. Le clip a été diffusé pour la première et la dernière fois le 20 avril 1996 sur M6, il est depuis interdit d'antenne pour une question de droits.
- Charles Fréger, photographe, a réalisé le clip Rio Baril pour Florent Marchet
- Corine Stübi, artiste vidéaste, a réalisé des clips pour Alter Ego et Demeter
- Tim Burton, cinéaste, a réalisé le clip de la chanson Bones, des Killers.
- Sofia Coppola, cinéaste, a réalisé le clip de la chanson I Just Don't Know What To Do With Myself, des White Stripes.
- Yvan Attal, acteur a réalisé le clip "Je suis un homme" pour Zazie.
- Olivier Marchal a réalisé le clip "Beethoven" pour Michel Sardou.

## Classement des 10 clips les plus chers de l'histoire

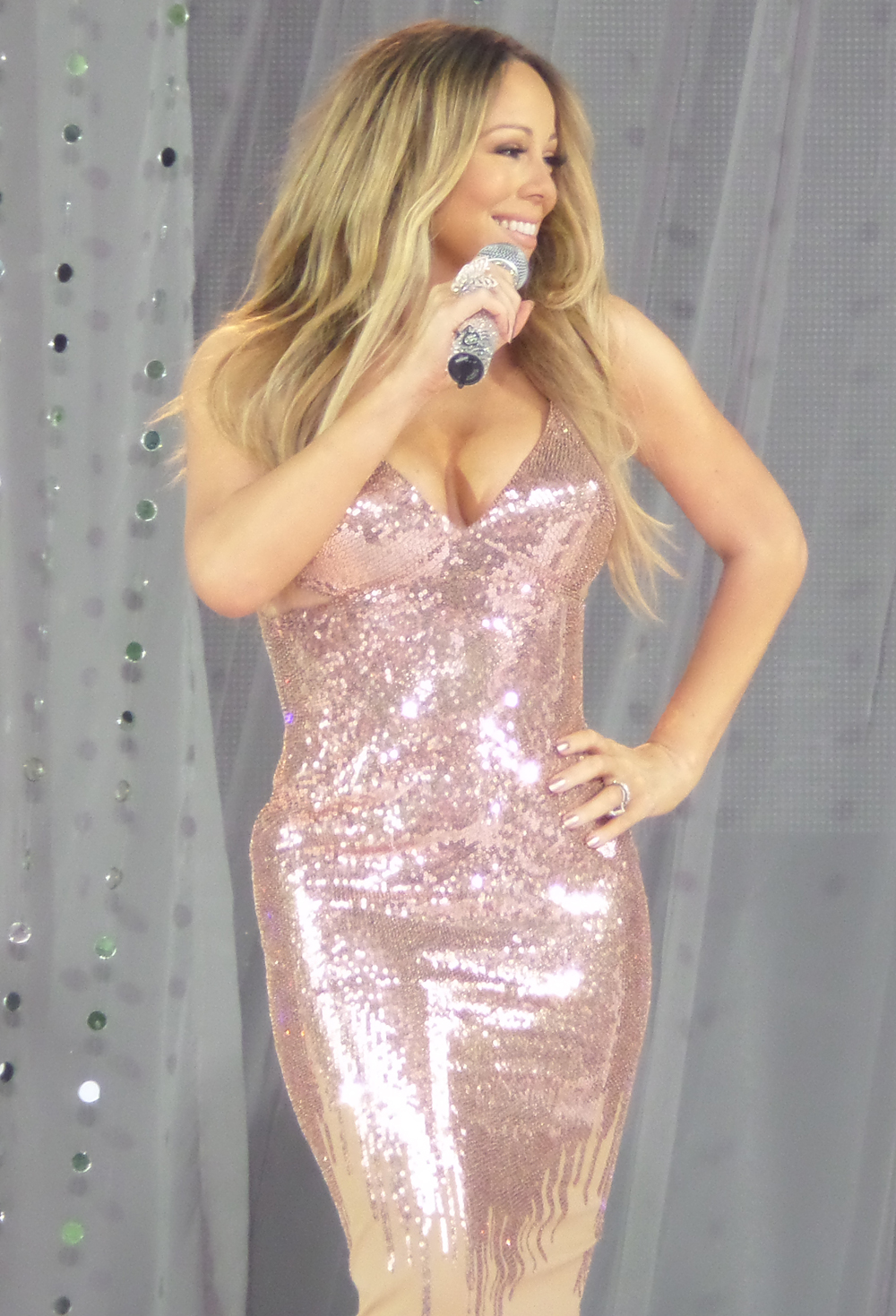
Le clip vidéo Heartbreaker de Mariah Carey a coûté plus de 3 millions de dollars.

- 1 - Michael Jackson ft Janet Jackson : Scream (1995) : 7 millions de dollars
- 2 - Tamar Braxton : If I Don't Have You (2015) : 6,1 millions de dollars
- 3 - Madonna : Bedtime Story (1995) : 5 millions de dollars
- 4 - Victoria Beckham : Not Such An Innocent Girl (2001) : 5 millions de dollars
- 5 - Guns'N'Roses : Estranged (1993) : 4 millions de dollars
- 6 - Michael Jackson : Black or White (1991) : 4 millions de dollars
- 7 - Mariah Carey ft Jay-Z : Heartbreaker (1999) : 3 millions de dollars
- 8 - TLC : No Scrubs (1999) : 2,5 millions de dollars
- 9 - Mel B ft Missy Elliott : I Want You Back (1998) : 2,5 millions de dollars
- 10 - Busta Rhymes ft Janet Jackson : What's It Gonna Be?! (1999) : 2,4 millions de dollars

## Leslyric videos
Première approche, en 1965, Bob Dylan sort une vidéo promotionnelle de son titre Subterranean Homesick Blues dans laquelle il se met en scène tenant un paquet de pancartes qu'il fait défiler au rythme de la chanson, mettant des morceaux de paroles en avant.
En 1987, Prince sort le clip de sa chanson Sign o' the Times. Créé par Bill Konersman, il n'a pour visuel que quelques formes géométriques abstraites et l'utilisation des paroles de son single,. Quelques années plus tard, en 1990, George Michael sort son clip de Praying for Time. Il refuse à l'époque de faire un clip traditionnel et contraint son label à sortir un simple clip affichant les paroles de la chanson sur un fond noir.
La lyric video, vidéo avec paroles, est devenue avec le temps un moyen pour les maisons de disques de tester la popularité d'un titre à moindre frais. Le coût d'une lyric vidéo et d'un clip traditionnel n'étant pas le même, les producteurs peuvent par ce biais avoir une idée de l'impact que peut avoir un titre, c'est pourquoi il n'est pas rare de voir la sortie d'une lyric video suivie quelques mois plus tard par celle d'un clip officiel.
Ce type de clip vidéo a aussi l'avantage de pouvoir être sorti plus rapidement et d'engendrer encore plus de vues sur l'internet pour un même produit. Ainsi, en 2010, Katy Perry sort quelques jours avant son clip officiel de Firework, une lyric video simple reprenant sur un enchaînement de photos issues de son futur clip, les paroles affichées sans aucun jeu de typographie[réf. nécessaire].
La lyric video connaît de plus en plus d'exemples où le travail de la typographie et la mise en scène complète est aussi recherchée que pour un clip vidéo traditionnel, faisant de ce type de vidéo, un clip à part entière. De nombreux artistes comme P!nk, Katy Perry, ou Muse, ont pris l'habitude de sortir une lyrics video avant de présenter leur clip officiel.

## Censure et controverses
Comme le clip vidéo est une forme d'expression artistique et sert à faire passer énormément de messages plus ou moins profonds/explicites, il arrive souvent à certains artistes de se faire censurer pour un contenu jugé offensant selon les lois d'un pays, lois pouvant changer selon le pays. Depuis les années 1980 et l'explosion du clip vidéo, plusieurs clips ont été soumis à la censure.

### Années 1980
Le 1er août 1981 est le jour de lancement de MTV. Directement orientée aux adolescents, la chaîne a comme ambition de promouvoir des tendances sociétales à travers leurs contenus, en aidant le public à identifier les rôles masculins et féminins. Dans les années 1980, les stéréotypes de genre étaient identifiés simplement : la femme est toujours dans l'émotion, soumise à l'homme et doit s'occuper de la maison, tandis que l'homme est le chef de maison, est viril et agressif et a toujours les postes professionnels les plus élevés. Ce qui étonna l'audience, en plus de l'unification des visuels et de la musique. Les figures-clés du MTV des années 1980 étaient The Rolling Stones, AC/DC, Michael Jackson et les Guns N' Roses.
De manière générale, les clips des années 1980 dépeignent énormément les femmes en tant qu'objets sexuels. Selon les stéréotypes de l'époque, les femmes sont attractives et soumises à l'homme. Et même si leurs talents sont reconnus, elles n'arrivent jamais à surpasser le mâle - les clips de Sink the Pink et de Rock n'Roll d'AC/DC en sont de parfaits exemples. Dans une étude menée en 1987, trente heures de programmes ont été analysées et les conclusions suivantes ont été faites : 57 % des clips affichent clairement les « rôles » féminins, 17 % montrent les talents des femmes, même si leur rôle sexuel est plus mis en avant, 14 % n'usent pas des stéréotypes traditionnels et seulement 12 % reconnaissent que les femmes sont indépendantes. Et plus de 50 % des vidéos présentent les femmes habillées de façon séduisante.
Le premier clip à être banni de MTV fut le tube de Queen Body Language (1982), la raison étant les sous-entendus homosexuels présents dans la vidéo ainsi que la présence de peaux nues et de sueur (bien que les musiciens, eux, apparaissent habillés), ce qui fut jugé inapproprié pour le public de la chaîne. La vidéo de Physical d'Olivia Newton-John (1981) fut également bannie pour la présence de mannequins masculins uniquement vêtus de bikinis et repoussant les avances de la chanteuse. Elle finit finalement par les suivre jusqu'à leurs quartiers privés et le clip est coupé par la chaîne avant la fin ouvertement homosexuelle, une fois encore. La BBC refusa de diffuser le clip de Girls On Film de Duran Duran, car ce clip dépeignait des combats de femmes nues dans la boue et autres fétichismes sexuels. MTV ne diffusa le clip qu'après présentation d'une version censurée.
Laura Branigan refusa de censurer la vidéo de Self Control (1984) mais la menace de bannissement la fit changer d'avis. Il faut dire que le clip, réalisé par William Friedkin, pouvait choquer les mentalités de l'époque : la chanteuse se retrouvait attirée à travers une ambiance de débauche montante et extrêmement stylisée, avec l'apparition (dans une série de boîtes de nuit) d'un homme masqué qui finit par l'emmener au lit. En 1989, If I Could Turn Back Time de Cher, montrant la susnommée en train de chanter dans un maillot de corps très « révélateur » et entourée d'un régiment complet de marins aux anges) fut limité aux programmes nocturnes de MTV. Le clip de God Save the Queen fut banni par la BBC pour avoir traité le Royaume-Uni de régime fasciste. Celui de Girls, Girls, Girls de Mötley Crüe (1987) le fut aussi à cause de la présence de femmes complètement nues dansant autour des membres du groupe dans un strip club. Le groupe dut refaire une autre version du clip pour qu'MTV accepte de le diffuser.
En 1983, Entertainment Tonight consacra un segment de sa programmation à la censure et à la violence dans les vidéos rock. Des extraits de clips de Michael Jackson, Duran Duran, Golden Earring, Kiss, Kansas, Billy Idol, Def Leppard, Pat Benatar et des Rolling Stones furent analysés et une partie de l'opinion publique accusa le business des clips rock de violence excessive. Des musiciens (John Cougar Mellencamp, Gene Simmons, Paul Stanley) et des réalisateurs (Dominic Orlando, Julian Temple), en réponse à ces accusations, défendirent leur travail. D'ailleurs, il n'est pas rare à cette époque que des groupes utilisent le parfum de scandale et la censure pour promouvoir certains de leurs singles, comme pour Girls On Film (Duran Duran) ou Relax (Frankie Goes to Hollywood).

### Années 1990
Dans les nineties, la musique devint une part très importante de l'évolution culturelle du public. Les sons à la mode devenaient plus noirs et provocants (R&B, hip-hop et musique alternative) et les clips les plus populaires viennent d'artistes comme Nirvana, Notorious B.I.G, Aaliyah, Weezer ou encore Radiohead. Mais tandis que les artistes et genres plus populaires changeaient, leurs représentations visuelles et les messages délivrés au public demeuraient toujours les mêmes. Non pas que les clips créés par, pour prendre un exemple, les artistes cités plus haut soient tous des clips mettant en scène des stéréotypes de genre (des clips comme Heart-Shaped Box ou No Surprises n'en contenant aucun, par exemple) mais pas mal d'autres groupes y recouraient toujours. Plusieurs études furent menées et les chiffres suivants en furent tirés : 44,7 % des clips diffusés échouent à proposer un vrai rôle central féminin et 31,7 % les dépeignent de façon conventionnelle (à savoir soit des objets, soit des personnes promptes à échauffer les sens des hommes). Il est aussi vu que, alors que les hommes sont répartis de façon égale dans les 7 portraits-clés du clip vidéo (artiste, poseur, comique, acteur, super-humain, danseur ou chauffeur de salle), les femmes sont très souvent des danseuses ou des chauffeuses de salle.
En 1991, le segment de danse du clip de Black and White de Michael Jackson fut coupé car Jackson peut être vu en train de se toucher de façon « inappropriée ». Sa vidéo la plus controversée, celle de They Don't Care About Us fut bannie de MTV, VH1 et de la BBC à cause de prétendus messages antisémites et de visuels venant de la Prison Version de la chanson. Madonna, alors en pleine explosion à cette époque, fut l'artiste la plus associée à la censure dans les clips, avec des controverses débutant à partir du clip de Lucky Star et se poursuivant avec Like A Virgin, Papa Don't Preach (celui-là faisant référence au sujet de la grossesse adolescente) ou encore Like A Prayer (très critiqué pour son usage d'imageries religieuses, sexuelles et raciales). Le point culminant fut atteint en 1990 avec le clip de Justify My Love, banni de MTV pour ses représentations du sadomasochisme, de l'homosexualité, du travestissement et de la sexualité de groupe.
En 1992, le clip d'Ebenezer Goode (The Shamen) fut banni par la BBC, qui jugeait que ce clip dispersait des messages subliminaux faisant la promotion de l'ecstasy. En 1997, celui de Smack My Bitch Up (The Prodigy) fut victime du même sort pour ses représentations de la nudité et de la prise de drogues. D'ailleurs, ce n'était pas la première fois que le trio techno-punk anglais dut faire face à la censure : le clip de leur chanson Firestarter fut interdit par la BBC à cause de ses références aux incendies volontaires. Comme autres clips interdits, citons The Gift d'INXS (1993) pour son usage d'images de l'Holocauste et de la Guerre du Golfe, ainsi que Prison Sex de Tool (1994) pour ses références, à la fois dans la vidéo et les paroles, à l'abus sur mineur.
En 1999, le clip de Je te rends ton amour, de la chanteuse Mylène Farmer crée polémiques et censure en France et en Europe. Réalisé par François Hanss, qui était l'assistant réalisateur de Laurent Boutonnat, le clip de la chanson est un mélange de religion, de sexualité et de satanisme. Pour exemple, un des plans du clip n'est pas sans rappeler le tableau Le Christ sur la croix de Vélasquez. L'inscription « Demonas Perpetuum » que l'on voit dans le clip vidéo est également issu d'un ouvrage "problématique" Clavicula Salomonis. Dans ce clip, la chanteuse revêtue d'une robe signée Olivier Theyskens, parcourt une abbaye en compagnie du "diable". Les plans suivants nous montrent la chanteuse pervertie par cette entité et devenue son objet de luxure et de religion. Le plan de fin montrant la chanteuse nue dans un mare de sang et crucifiée marque la délimitation et la transformation de cette dernière.
Pour rappel, la chanteuse apostrophe le peintre Egon Schiele dans sa chanson, les plans rappelant certaines peintures de ce dernier, notamment ses nus de femme.
À sa sortie en juin 1999, l'ensemble des chaînes décide de censurer sa version intégrale, à cause de scènes estimées choquantes et blasphématoires envers l'Église catholique. Durant la journée, seule une version courte de deux minutes est diffusée : les scènes de nu et de crucifixion ne sont pas montrée. Refusant de modifier son clip, Mylène Farmer décide de sortir la version intégrale en VHS dans les kiosques. Cette version intégrale, accompagnée d'un livret reprenant des parties du scénario, se vendra à plus de 70 000 exemplaires au profit du Sidaction. En plein période de pandémie du sida, la chanteuse frappe fort et envoie un message clair aux médias.

### Années 2000

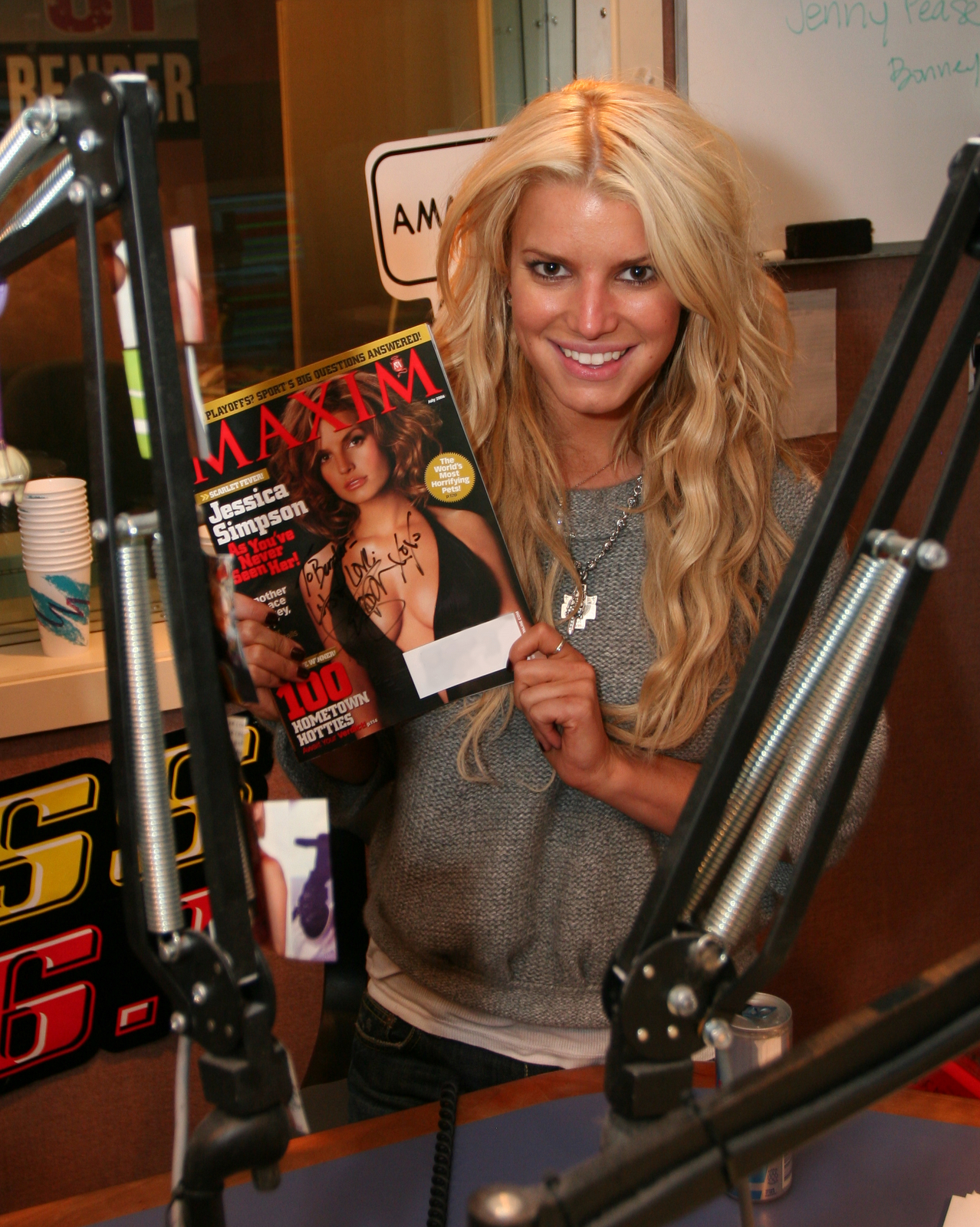
Le vidéoclip These Boots Are Made for Walkin' de Jessica Simpson, paru en 2005, a créé la controverse.

À cette époque, la musique est pleinement intégrée dans la vie culturelle des gens, bien que peu de nouveaux genres furent créés en dehors de la musique indépendante et de la musique électronique. Citons tout de même la Teen Pop, qui avait déjà eu une grande influence dans les années 1990 avec des artistes comme Britney Spears, NSYNC ou les Backstreet Boys, ou le R&B contemporain avec des artistes comme Usher. Selon une étude menée en 2008 par Jacob Turner a conclu que les genres musicaux plus « réservés » aux Afro-Américains (hip-hop, R&B) possédaient les contenus les plus sexuels dans leurs clips, contrairement aux genres plus « réservés » aux Blancs (country, rock). 73 % des clips de l'époque possèdent un contenu se révélant sexuel de n'importe quelle façon que ce soit, 90,09 % des clips hip-hop et R&B en possèdent et ce, de façon explicite. Si les analyses se limitent aux clips strictement hip-hop, le nombre tombe à 79,7 % et à 76,9 % pour les clips strictement R&B. À titre de comparaison, les vidéos rock possèdent un contenu sexuel dans 40 % des cas et les vidéos country en possèdent dans 37 % des cas. Ces analyses prouvent aussi que dans les clips, les personnages afro-américains s'habillent plus de façon provocante que les personnages blancs et que les Afro-Américains n'étaient plus sous-représentés dans les clips, l'étude de Turner émettant l'hypothèse des contenus sexuels très présents dans les vidéos où ils apparaissent.
En 2000, la vidéo de Rock DJ (Robbie Williams) fait l'objet de controverses dues à sa nature très graphique : on y voit Williams se déshabiller entièrement puis retirer littéralement sa peau, révélant de la chair sanglante, avant de déchirer ses muscles et organes jusqu'à ne plus être qu'un squelette imbibé de sang. Le clip est censuré sur les chaînes anglaises durant la journée et n'est diffusé dans sa version originelle qu'à partir de 22 heures. Elle est interdite de diffusion en République dominicaine, à la suite d'accusations de satanisme. En 2001, c'est au tour de Björk d'affronter la censure ; ses deux singles successifs, Pagan Poetry et Cocoon, sont bannis de MTV : le premier pour ses représentations de rapports sexuels, de fellations et de piercings et le second car il présente la chanteuse apparemment entièrement nue (il s'avère qu'en fait, elle était vêtue d'un maillot de corps équipé d'une ficelle rouge). En 2002, le clip de All the Things She Said du duo russe t.A.T.u. est à son tour pris dans le tourbillon de la controverse : montrant Lena Katina et Yulia Volkova enlacées et s'embrassant, elle est l'objet de campagnes pour pousser au bannissement de la vidéo, notamment celle menée par Richard et Judy, présentateurs télé anglais, qui affirment que ce clip flatte les bas instincts des pédophiles avec ce baiser ainsi qu'avec l'usage des uniformes d'école pour les jeunes filles. La campagne échoue et, capitalisant sur la controverse, le fameux baiser est chorégraphié à chaque fois que t.A.T.u interprète la chanson. Plusieurs émissions, comme Top of the Pops et The Tonight Show with Jay Leno, censurent le passage incriminé. En réponse, les deux musiciennes apparuraissent durant une tournée promotionnelle avec des t-shirts avec l'inscription « censuré » écrite dessus.
En 2004, le clip de This Love (Maroon 5) est controversé en raison de scènes intimes entre le chanteur Adam Levine et sa petite amie de l'époque. Ces scènes étant prises sous des angles stratégiques, une version censurée est diffusée avec des fleurs animées par ordinateur cachant ce qui pouvait choquer. Le clip de (s)AINT (Marilyn Manson) est aussi interdit, cette fois par le label de l'artiste, à cause de ses contenus violents et sexuels. En 2005, Just Lose It (Eminem) est banni de la chaîne BET, en raison des références au procès de la même année « People v. Jackson » (où Michael Jackson fut jugé pour comportement inapproprié sur mineur), mais aussi aux opérations de chirurgie esthétique de l'artiste et à l'incident Pepsi (durant le tournage d'une pub Pepsi, ses cheveux prirent feu). Jackson lui-même trouve la vidéo « inappropriée et irrespectueuse envers moi, mes enfants, ma famille et la communauté dans l'ensemble ». Toujours en 2004-2005, les autorités égyptiennes bannissent des antennes du pays vingt clips jugés contraires aux valeurs morales de la religion musulmane et aux États-Unis, des associations familiales et des politiciens mènent une campagne de lobbying pour obtenir le bannissement de la vidéo de Call On Me (Eric Prydz), mais cela échoue. En 2005, la chanteuse Jessica Simpson crée la controverse, en lavant une voiture en bikini, dans son clip These Boots Are Made for Walkin',. En 2008, des accusations de racisme et de violence sont portées contre le duo français Justice, à la suite de la sortie de leur vidéo pour Stress, montrant des jeunes en train de commettre des crimes dans les rues de Paris, jeunes étant principalement d'origine nord-africaine. Et la musique country n'est pas immunisée contre la censure : I Melt (Rascal Flatts) en est un bon exemple.

### Années 2010
Quelques cas de clips concernés par la censure : Hurricane de Thirty Seconds to Mars, qui dut être édité dans une version censurée, ou encore Ride (2010) de Ciara. Telephone (ft. Beyoncé) et Alejandro (2010) de Lady Gaga ont également connu des restrictions. Alejandro a été partiellement interdit par le CSA en France pour "contenu blasphématoire, sexuel et violent". Il ne pouvait plus être diffusé en journée et nécessitait une signalétique (-12) après 22h. Telephone était diffusé dans une version courte et censuré en journée puis diffusé en version non-censuré après 22h.
S&M de Rihanna, sorti fin janvier 2011, montrant la chanteuse en train de simuler des rapports sexuels avec une poupée à taille humaine, habillée avec une combinaison pour bondage et accomplissant diverses « activités » de type BDSM, fut bannie dans onze pays et interdite aux moins de 18 ans sur YouTube. En France, il avait été interdit de diffusion avant 22 h par le Conseil supérieur de l'audiovisuel (CSA) qui jugeait la vidéo « trop sexuelle » pour être diffusé en journée.
Mais les contenus sexuels ne se limitent plus à l'hétérosexualité, n'hésitant plus à mettre plus en valeur les couples LGBT - Same Love de Macklemore & Ryan Lewis en est un parfait exemple. Le clip Everyday (2017) d'Ariana Grande, fut loué par les critiques musicaux pour sa représentation positive du sexe (la vidéo montre des couples de tous genres et d'orientations sexuelles différentes commençant à faire l'amour dans des endroits variés) et l'introduction d'orientations sexuelles multiples. Le clip ne fut pas censuré par le CSA, le clip n'avait pas eu de signalétique d'avertissement et était diffusé en journée, excepté la chaîne CStar qui le diffusait en journée mais avec une signalétique (-10).
En 2016, la chaîne W9 crée la polémique en censurant la phrase « Justice pour Adama » présente dans le clip Je suis chez Moi de Black M. 
Vers la fin de la décennie, de nombreux clips montrant des rodéos urbains ou des gestes dites vulgaires (comme les doigts d'honneur) sont censurés, en floutant ou pixelisant la scène en question. Certains gros mots sont mêmes retirés ou remplacés par un bip.

## Historique spécifique de la diffusion des clips vidéos par pays

### Belgique
En Belgique, la diffusion de clips vidéos devient de plus en plus régulière à partir de la fin des années 1970.
Les chaines TV publiques belges : RTBF1 (La Une) et BRT (VRT), diffusaient plusieurs émissions musicales, dont certaines contenaient des clips vidéos.
La Belgique étant un pays où la télévision par câble est devenue le moyen principal de réception TV à partir des années 1970 et 1980, la diffusion de clips vidéos en Belgique sera ensuite principalement sur des chaines du câble belge, sur la « télédistribution ».
La chaine TV privée luxembourgeoise RTL Télévision (Télé Luxembourg) diffusée sur le câble en Belgique, proposait plusieurs émissions musicales innovantes diffusant des clips vidéos, principalement à partir de la deuxième moitié des années 1970. RTL Télévision fut en effet la première télévision en Europe à fabriquer et diffuser des clips musicaux de nombreux artistes, certains clips seront même parfois repris par d'autres chaines appartenant à des autres groupes tv.
Parmi les émissions diffusant des clips vidéos sur RTL Télévision dans les années 1970 et 1980, il y avait notamment : Hit-Parade et Super Juke-Box animées par André Torrent, Fréquence JLB contenant le "Hit des Clubs", présentée par Jean-Luc Bertrand, Chewing Rock présentée par Georges Lang et l'émission Clip Connection.
Il y avait aussi des chaines tv publiques d'autres pays européens sur la télédistribution, ce qui permettait de voir aussi des émissions de clips comme : Top of the Pops sur la BBC, l’émission néerlandaise TopPop, ainsi que les émissions françaises : Studio3 sur TF1, Platine 45 et Les Enfants du Rock sur Antenne 2.
À partir des années 1990, inspiré de la chaine musicale américaine MTV, plusieurs chaines thématiques musicales font leurs apparitions en Europe. La diffusion de clips vidéos sera alors de plus en plus centralisée sur des chaines thématiques musicales, dont MTV Europe, la déclinaison européenne de MTV.
Dans les années 1990, les chaines musicales diffusées sur la télédistribution belge sont : 
- en Wallonie, région francophone : MTV (Europe) et MCM ;
- en Flandre, région néerlandophone : MTV (Europe) et TMF.

Ce seront les chaines musicales principales en Belgique jusqu’à la fin des années 2000.

### France
En France, la diffusion de clips vidéos à la télévision devient de plus en plus régulière à partir de la fin des années 1970, avec des émissions TV hebdomadaires diffusant des clips vidéos qui commencent à émerger, comme l'émission Studio 3 sur TF1. Et dès 1982, une émission allait compléter cette clipmania : c'est Platine 45, positionnée sur un format d'une demi-heure, diffusée les mercredis après-midi à 17 h 30 sur Antenne 2 (ancien nom de France 2), l’émission était présentée par Jacky et produite par Pat Le Guen. Il y aura aussi d'autres émissions comme Jackpot sur TF1 le mercredi, animée par Plastic Bertrand, ou encore Clip Jockey le jeudi, seulement emmenée par une voix féminine.
Pour nourrir les programmes dits « jeunes », une autre émission culte va incarner cette époque : Les Enfants du rock, diffusée sur Antenne 2. Conçue comme un agrégat de mini-programmes, elle y a accueilli des plumes confirmées mais aussi de futures pointures du milieu rock et audiovisuel, on y voyait par exemple évoluer Philippe Manœuvre aux commandes (avec Jean-Pierre Dionnet) de Sex Machine, un mélange de clips et de séquences humoristiques et coquines (où apparurent par exemple Pauline Lafont et Sophie Favier). Bernard Lenoir y animait Rockline, sur la pop et la new wave anglaise et Antoine de Caunes y œuvrait sur Houba Houba, consacré entre autres au rock.
Sur TF1, Alain Maneval livrait Megahertz, bientôt complétée par 22, vl'a l'rock ! de Jean-Bernard Hebey. Sur FR3 (futur France 3), Vincent Lamy proposait L'Écho des Bananes. Ces émissions étaient plutôt conçues comme des généralistes de rock, sur des formats allant au-delà d'une heure, et diffusés tard le soir. Les clips étaient leur matière première et leur programme pivot.
En 1984, l'émission Top 50 est lancée, elle est diffusée sur Canal+ en clair. L'émission diffusait les clips vidéos en se basant sur le classement officiel de ventes de disques Top 50. L'émission était diffusée tous les jours du lundi au vendredi et les samedis, ce qui permettait alors de voir des clips à la télévision de façon quotidienne, et plus uniquement de façon hebdomadaire.
Enfin, le clip servait aussi de programme intercalé entre ou dans des émissions grand public, voire comblant les trous des grilles quotidiennes des chaînes : Jacques Martin en montrait quelques-uns le dimanche matin dans son émission sur l'actualité culturelle. Michel Denisot plaçait quelques clips le dimanche sur TF1, entre deux représentations sportives. Michel Drucker proposait aussi, au sein de Champs-Élysées le samedi soir, le clip exclusif de la semaine.
On voulait du clip de partout, tout le temps, sans interruption. Antenne 2 terminait par exemple dès le printemps 1984 chaque journée par Bonsoir les clips : des clips mis bout à bout, sans présentateur ni transition explicative, avant la mise en place de la mire de nuit. Au niveau local, les 2 chaines privées reçues localement : TMC dans le sud-est et RTL Télévision dans le nord-est, diffusaient plusieurs émissions de clips, TMC rediffusait par exemple hors de ses plages horaires propres, les programmes de Sky Channel (concurrente anglaise de MTV) sur les clips musicaux dont le fameux UK Top 100 des meilleures ventes de disques et RTL Télévision diffusait des émissions musicales innovantes de clips vidéos.
De la surdose précédente des clips diffusés de partout, est née une situation diamétralement opposée, et inédite. Les maisons de disques demandèrent en effet dès 1985 aux chaînes de télévision de payer pour la diffusion des clips de leurs artistes, considérés comme œuvre d'art à part entière. Dans un premier temps, les chaînes françaises ne plièrent pas devant ce diktat osé, et le clip disparut peu à peu des écrans télévisés pour devenir une rareté, seulement montré par de courts extraits, ou remplacé par des tournages de concert. Après presque une année de blocus et la disparition quasi totale des émissions de la période faste, une forme d'accord fut établi. Il consista en un compromis, avec gratuité de diffusion pour les clips de moins d'un an d'ancienneté, c'est-à-dire pour les nouveautés.
Le clip est devenu alors encore davantage un produit de pure promotion et de marketing, montré au lancement d'un disque. D'autres émissions télévisées prirent cependant le relais dès 1986 : Rock Report sur Antenne 2 (85-86), puis Rapido sur TF1 (à partir de 86) toutes deux animées par Antoine de Caunes, davantage basées sur l'actualité musicale. Elles intégraient des clips mais aussi désormais des reportages, interviews, sujets de société, etc.
La deuxième moitié des années 1980, fut aussi la période en France, cinq ans après la création de MTV aux États-Unis, des premières expériences de lancement de chaines « 100 % clips » ou presque : avec TV6 lancée en 1986 (remplacée par M6 en 1987), suivi en 1989 du nouveau programme musical de la chaine TMC reçue localement dans le sud-est de la France, fait de longues plages horaires musicales « Monte-Carlo Musique » (MCM Euromusique). A cette période, Les Enfants du Rock renaissaient aussi sur Antenne 2, avec Patrice Blanc-Francard à la production. Plus calme, cette version a proposé surtout des documentaires et portraits d'artistes, avec quelques clips nouveautés.
À partir des années 1990, inspiré de MTV et de son principe de chaine musicale, dans les pays où la télévision terrestre hertzienne était le moyen dominant de réception TV comme en France, deux cas se présentaient généralement : 
- soit une des chaines hertziennes généralistes centralisait d'elle-même quelques programmes musicaux inspirés des formats de chaines musicales : émissions de rotation de clips, magazines musicaux, concerts réguliers ;
- soit une convention/thématique à dominante musicale était directement imposée par une instance de régulation audiovisuelle sur une des chaines hertziennes privées, la chaine avec la thématique étant alors une "chaine semi-musicale, semi-généraliste". Les pays qui étaient dans ce cas étaient par exemple la France avec la chaine M6 et l'Italie avec la chaine Videomusic (devenant ensuite TMC 2).

Dans les années 1990, parmi les chaines nationales françaises, c'était donc la chaine M6 qui avait une thématique à dominante musicale (30% de programmes musicaux par sa convention CSA) et qui diffusait beaucoup de clips vidéos, avec des émissions comme Boulevard des clips, Multitop (qui deviendra ensuite le Hit Machine),.
Par ailleurs, à partir des années 1990, les abonnements TV payants par satellite (Canalsatellite, TPS) proposeront plusieurs chaines musicales 100% clips comme : MCM, MTV (Europe) et M6Music.
Dans les années 2000, la TNT a permis de diffuser beaucoup plus de chaines sur le réseau terrestre, ce qui a permis de diffuser des nouvelles chaines nationales à thématique musicale comme la chaine W9 et la chaine Europe2TV (devenant ensuite Virgin 17).

### Italie
En Italie, la diffusion de clips vidéos à la télévision devient de plus en plus régulière à partir de la fin des années 1970 et du début des années 1980, avec des émissions tv diffusant des clips vidéos comme l’émission « DeeJay Television » d'abord sur Canale 5 puis sur Italia 1.
En Italie, le mode de réception tv dominant était la télévision terrestre hertzienne. Inspiré de MTV et de son principe de chaine musicale, dans les pays où la télévision terrestre hertzienne était le moyen dominant de réception TV, deux cas se présentaient généralement : 
- soit une des chaines hertziennes généralistes centralisait d'elle-même quelques programmes musicaux inspirés des formats de chaines musicales : émissions de rotation de clips, magazines musicaux, concerts réguliers ;
- soit une convention/thématique à dominante musicale était directement imposée par une instance de régulation audiovisuelle sur une des chaines hertziennes privées, la chaine avec la thématique étant alors une "chaine semi-musicale, semi-généraliste". Les pays qui étaient dans ce cas étaient par exemple l'Italie avec la chaine Videomusic (devenant ensuite TMC 2) et la France avec la chaine M6.

Dans le milieu des années 1980, la chaine hertzienne italienne à thématique dominante musicale Videomusic est lancée, elle se nommera ensuite TMC 2 dans les années 1990.
Par ailleurs, à partir des années 1990, les abonnements TV payants par satellite (Telepiù Satellite) proposeront des chaines musicales 100% clips comme MTV (Europe).
A coté de cela, le réseau de chaines locales par syndication "Rete A", commence à diffuser de 1997 à 2001 la chaine MTV Italia une grande partie des journées. MTV Italia deviendra officiellement une chaine nationale en 2001, en remplaçant la chaine TMC 2 et ensuite en étant sur la TNT italienne lancée en 2003.
Dans les années 2000, la TNT italienne est lancée, des chaines nationales à thématique musicale sont diffusées comme MTV Italia et All Music (devenant ensuite Deejay TV).

### Royaume-Uni
Au Royaume-Uni, la diffusion de clips vidéos à la télévision devient de plus en plus régulière à partir de la fin des années 1970 en étant intégrée dans l'émission musicale hebdomadaire Top of the Pops sur la BBC. À partir des années 1980, une autre émission TV diffusant des clips vidéos est lancée, c'est l'émission The Chart Show, diffusée sur Channel 4 puis sur ITV, l'émission deviendra ensuite en 1998 : CD:UK (Count Down:United Kingdom).
Ces émissions TV seront les émissions principales diffusant des clips vidéos au Royaume-Uni jusqu'au début des années 2000, le Royaume-Uni étant un pays où le mode dominant de réception TV était par voie terrestre hertzienne.
Par ailleurs, à partir des années 1990, les abonnements TV payants par satellite (Sky) proposeront des chaines musicales 100% clips comme : MTV (Europe) et VH1.
Dans les années 2000, la TNT britannique (DTT freeview), permettra la diffusion de nouvelles chaines nationales à thématique musicale comme la chaine The Hits (devenant ensuite 4Music).